# 카시오
카시오 계산기 주식회사(일본어: カシオ計算機株式会社, 영어: Casio Computer Co., Ltd.)는 일본 도쿄도시부야구에 본사를 둔 일본의 다국적 전자제품 제조 기업이다. 주요 제품으로는 계산기, 휴대 전화, 디지털 카메라, 전자 악기, 아날로그 및 디지털 시계 등이 있다. 1946년에 설립되었으며, 1957년에는 최초의 완전 소형 전자 계산기를 선보였다. 초기의 디지털 카메라 혁신 기업이었으며, 1980년대와 1990년대에는 음악가들을 위한 수많은 저렴한 가정용 전자 키보드를 개발하고 최초의 대량 생산 디지털 시계를 출시했다.

## 역사
카시오는 1946년 4월, 제작 기술을 전문으로 하는 공학자인 카시오 다다오(1917년~1993년)에 의해 카시오 제작소로 설립되었다. 카시오의 첫 주요 제품은 손가락에 끼워 궐련을 잡는 반지인 유비와 파이프였다. 이는 착용자가 궐련을 꽁초까지 피우면서도 손을 자유롭게 쓸 수 있게 했다. 제2차 세계 대전 직후 일본은 빈곤에 시달렸고, 궐련은 귀중품이었기 때문에 이 발명품은 성공을 거두었다.
1949년 도쿄도긴자에서 열린 첫 비즈니스 쇼에서 전기 계산기를 본 카시오와 그의 남동생들(가시오 도시오, 가시오 가즈오, 가시오 유키오)은 유비와 파이프에서 얻은 이익을 사용하여 자신들의 계산기를 개발하기 시작했다. 당시 대부분의 계산기는 기어를 사용하여 작동했으며, 수동 크랭크나 모터를 사용하여 조작할 수 있었다(가산기 참조).

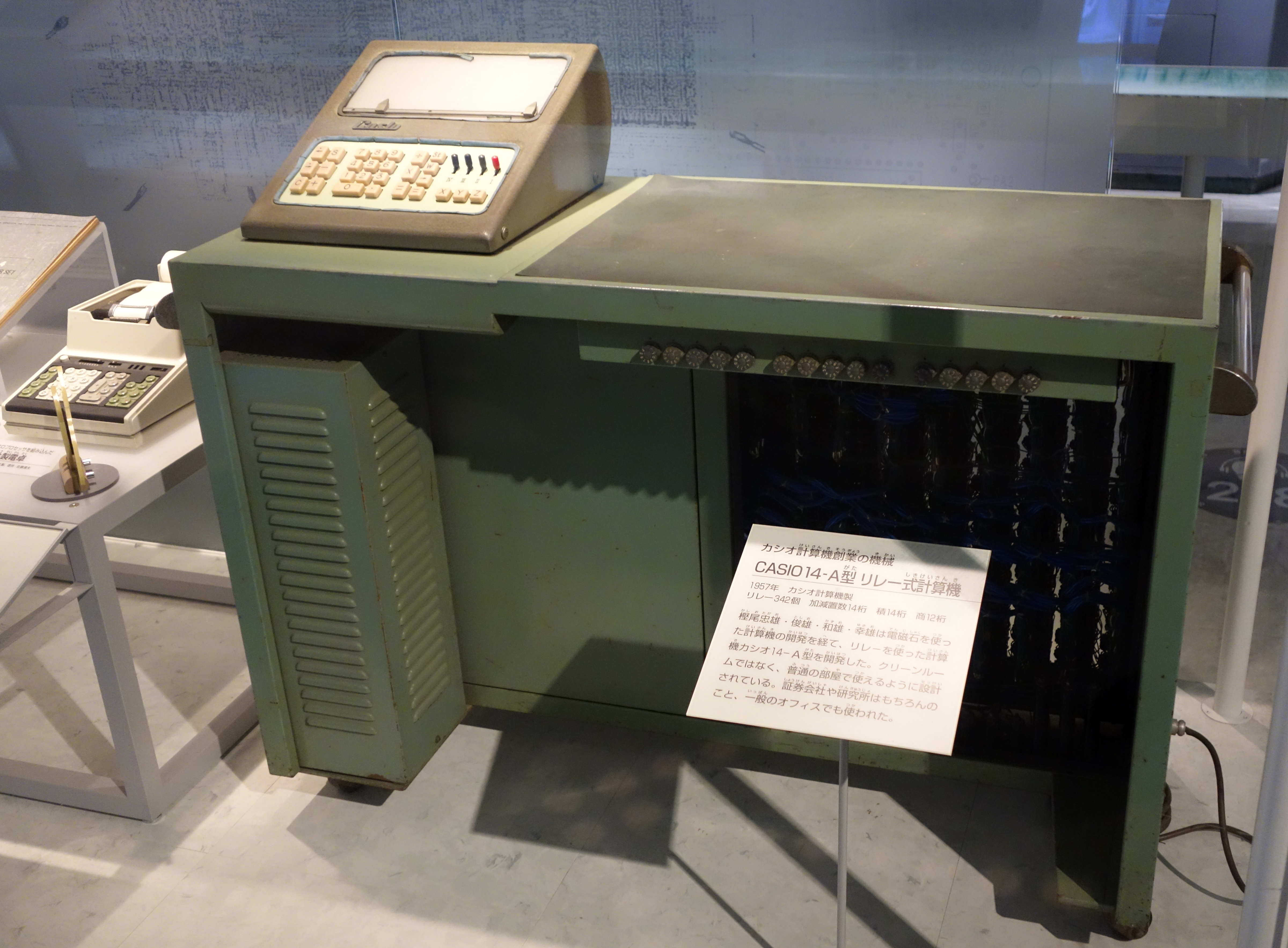
카시오가 생산한 최초의 전자 계산기인 모델 14-A

가시오 도시오는 전자공학에 대한 지식을 가지고 있었으며 솔레노이드를 사용하여 계산기를 만들기로 했다. 수십 개의 시제품이 테스트된 후, 책상 크기의 계산기가 1954년에 완성되었고, 이는 일본 최초의 전자 기계식 계산기였다. 이 계산기의 주요하고 더 중요한 혁신 중 하나는 10키 숫자 패드를 채택했다는 점이다. 당시 다른 계산기들은 "풀 키패드"를 사용했는데, 이는 숫자의 각 자리(1의 자리, 10의 자리, 100의 자리 등)마다 9개의 키가 있었다는 것을 의미했다. 또 다른 특징적인 혁신은 다른 계산기에서 사용되는 세 개의 디스플레이 창(각 인수에 하나씩, 답에 하나) 대신 단일 디스플레이 창을 사용했다는 점이다.
카시오 계산기 주식회사는 1957년 6월에 설립되었다. 같은 해 카시오는 485,000 일본 엔에 판매된 모델 14-A를 출시했다. 이는 릴레이 기술을 기반으로 한 최초의 완전 전기 소형 계산기였다.
1974년, 카시오는 CASIOTRON이라는 이름으로 최초의 디지털 손목 시계를 출시했다. 이는 자동 달력 기능이 포함된 세계 최초의 손목 시계였다. 1977년에는 복고미래주의적인 손목 시계인 F100을 출시했다. 이 시계는 세계 최초로 주로 나뭇진으로 만들어진 손목 시계 중 하나로, 다른 회사의 무거운 금속 시계에 비해 매우 가벼웠으며, 미래의 카시오 시계가 대량생산에 더 쉽게 진입할 수 있도록 했다. 1989년, 카시오는 또 다른 중요한 손목 시계인 F-91W를 출시했는데, 이는 연간 3백만 대가 생산되는 세계에서 가장 많이 팔린 손목 시계였다.
1980년대에 카시오의 저가 전자 악기 및 저렴한 가정용 전자 키보드 라인이 인기를 얻었다. 또한 이 회사는 손목 시계의 다양한 종류와 혁신으로도 잘 알려져 있었다. 디지털 및 아날로그 쿼츠 시계의 초기 제조사 중 하나였다. 이 시기에 계산기 시계도 판매하기 시작했다. 카시오는 또한 세계의 여러 시간대에서 시간을 표시할 수 있는 최초의 시계 중 하나를 선보였으며, 온도, 기압 및 고도 기록과 같은 기능을 포함했다. 후년에는 카시오의 손목 시계에 전 세계의 전파탑과 GPS와 동기화하여 시간 정확도를 높이는 수신기가 장착되었다.
카시오는 또한 여러 주목할 만한 디지털 카메라 혁신을 이루었는데, 여기에는 후면에 액정 디스플레이(LCD)가 장착된 최초의 소비자 디지털 카메라인 QV-10 (1995년 스에타카 히로유키 팀이 개발), 최초의 소비자 3백만 화소 카메라, 최초의 진정한 초소형 모델, 그리고 Lumicera를 사용하여 세라믹 렌즈 기술을 통합한 최초의 디지털 카메라가 포함된다.
2019년 7월, 카시오의 영국 법인인 Casio Electronics Co. Ltd는 2013년에서 2018년 사이에 디지털 키보드 및 디지털 피아노 라인에 대해 재판매 가격 유지(가격 담합의 일종)를 인정한 후 370만 파운드의 벌금을 부과받았다. 이는 영국의 1998년 경쟁법을 위반한 것이다.

## 제품
카시오의 제품으로는 휴대용 시계, 계산기, 전자 키보드 및 디지털 카메라(엑슬림 시리즈), 필름 카메라, 금전등록기, 랩톱 및 서브노트북 컴퓨터, 휴대 전화, PDA(E-데이터 뱅크), 전자 사전, 디지털 다이어리(초기 PDA), 전자 게임, 개인용 컴퓨터(예: FP-1000, FP-200), 프린터, 시계, 휴대용 TV와 같은 기타 디지털 제품이 있다.
1970년대와 80년대에 카시오는 전자(과학용 포함) 계산기, 전자 악기 및 혁신적인 기술을 통합한 저렴한 디지털 시계로 가장 잘 알려져 있었다. 오늘날 카시오는 내구성과 신뢰성 있는 전자 제품으로 가장 일반적으로 알려져 있다. 충격 방지 시계 G-SHOCK 시리즈도 매우 인기가 많으며, 오리지널 1983년 G-SHOCK DW-5000C는 수집가들에게 높은 인기를 얻고 있다. 특히 CLASSWIZ 시리즈의 카시오 공학용 계산기는 경쟁사에 비해 다양한 기능을 포함하면서도 저렴한 것으로 알려져 있다.
카시오는 또한 무슬림이 제때에 올바른 방향으로 기도할 수 있도록 돕기 위해 고안된 "기도 나침반" 시계 시리즈와 같은 현지 시장을 위한 제품도 만든다.

## 갤러리

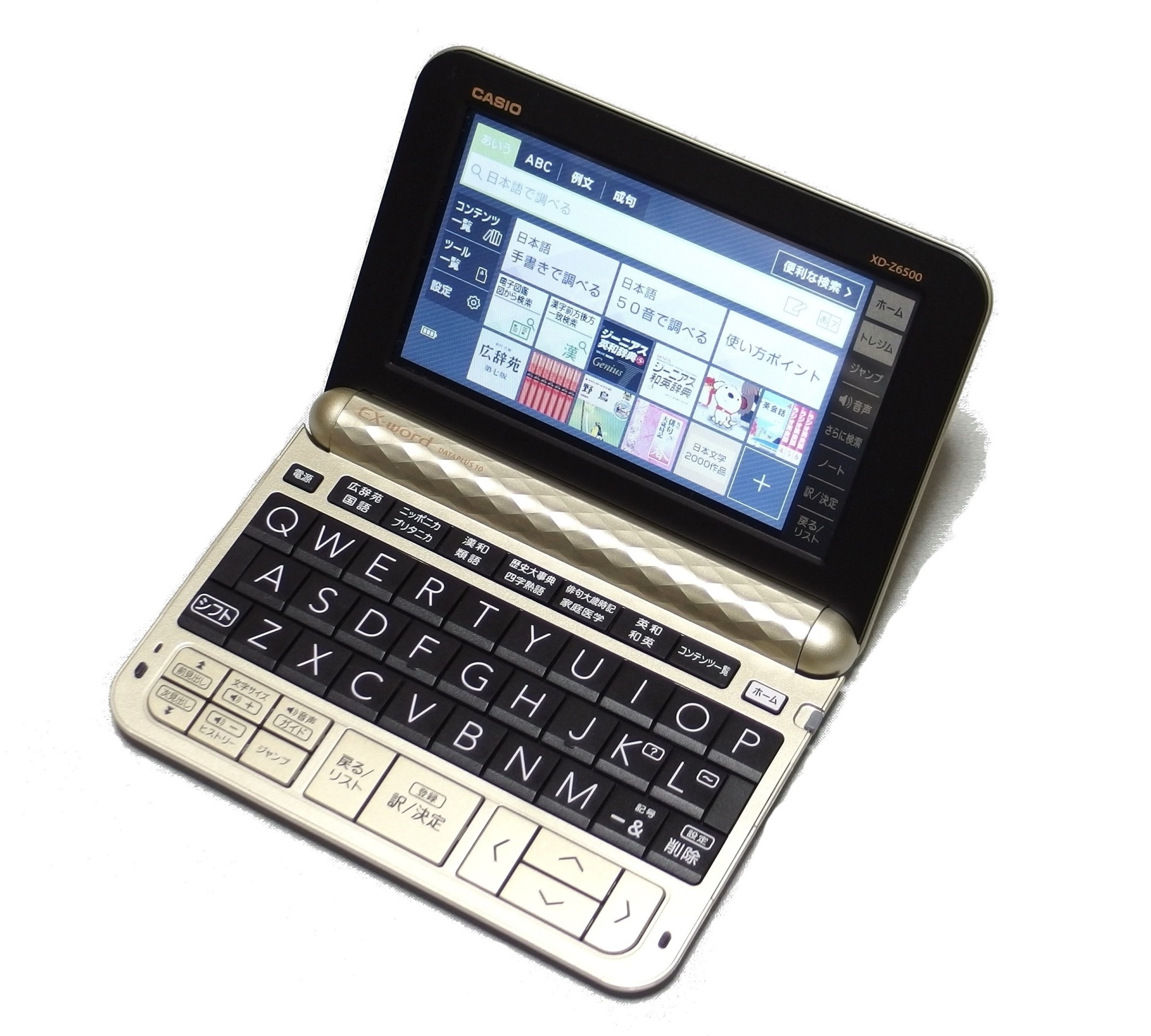
EX-word XD-Z6500 전자 사전
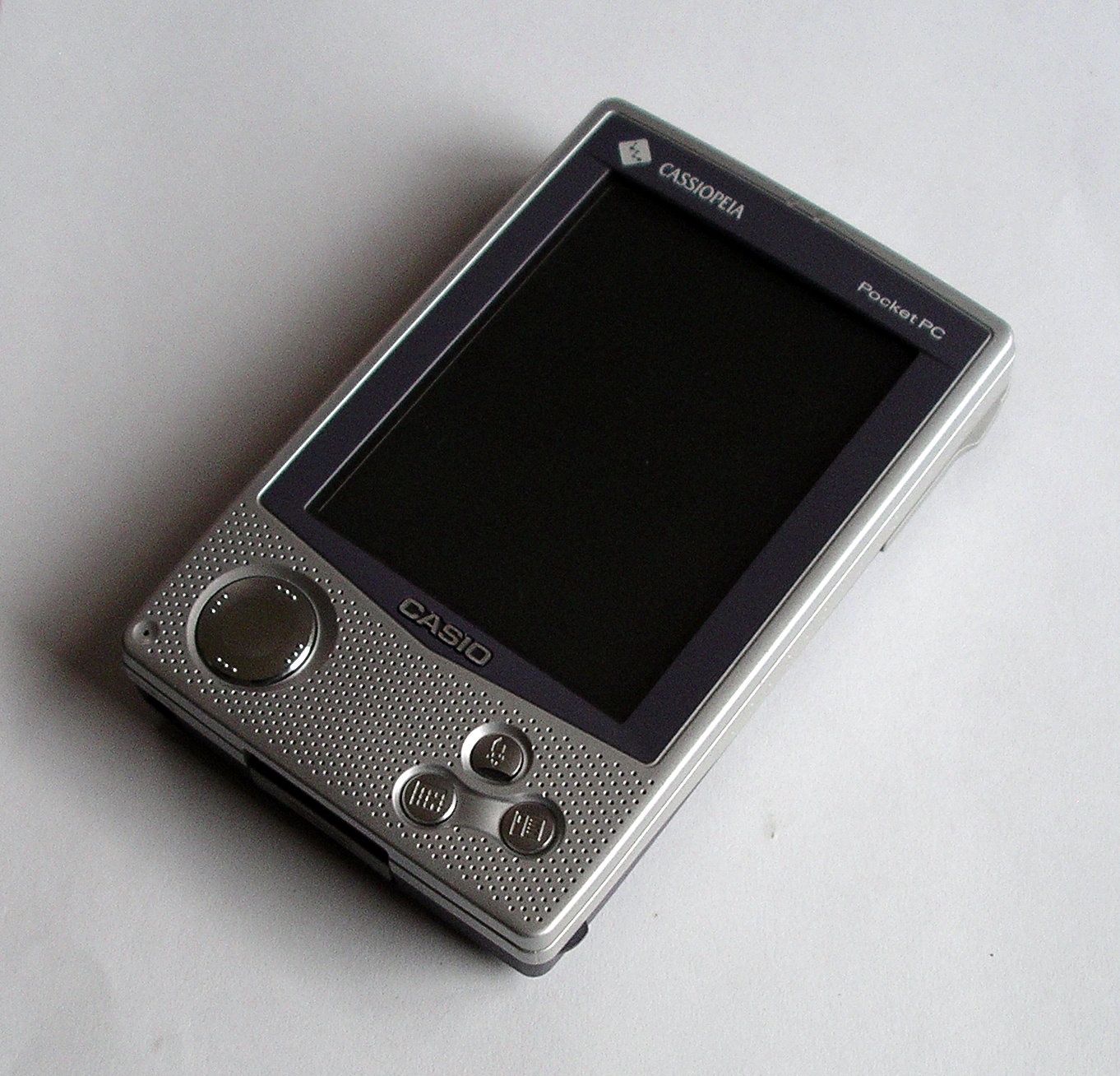
카시오페이아 PDA
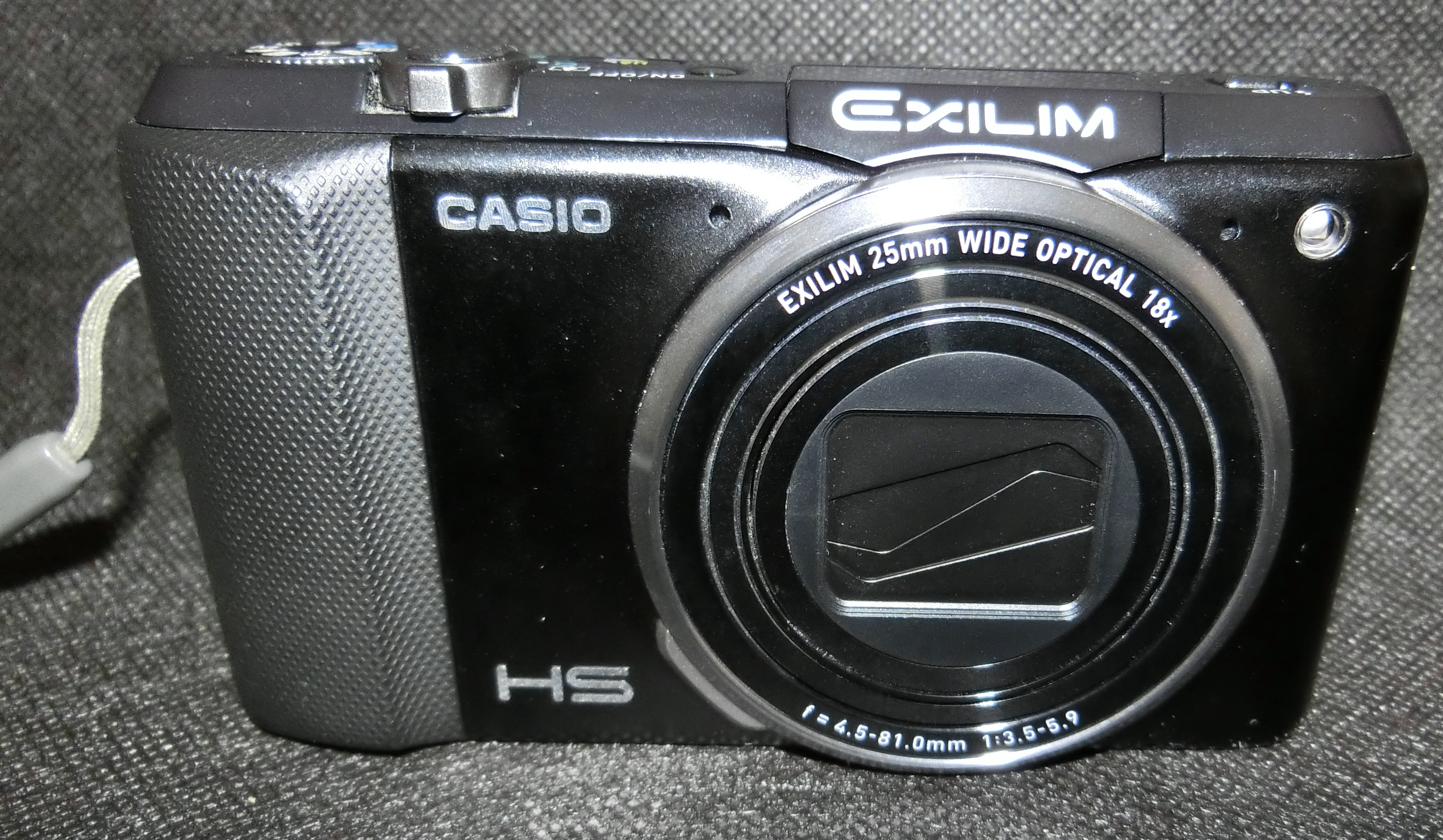
ZR800 디지털 카메라
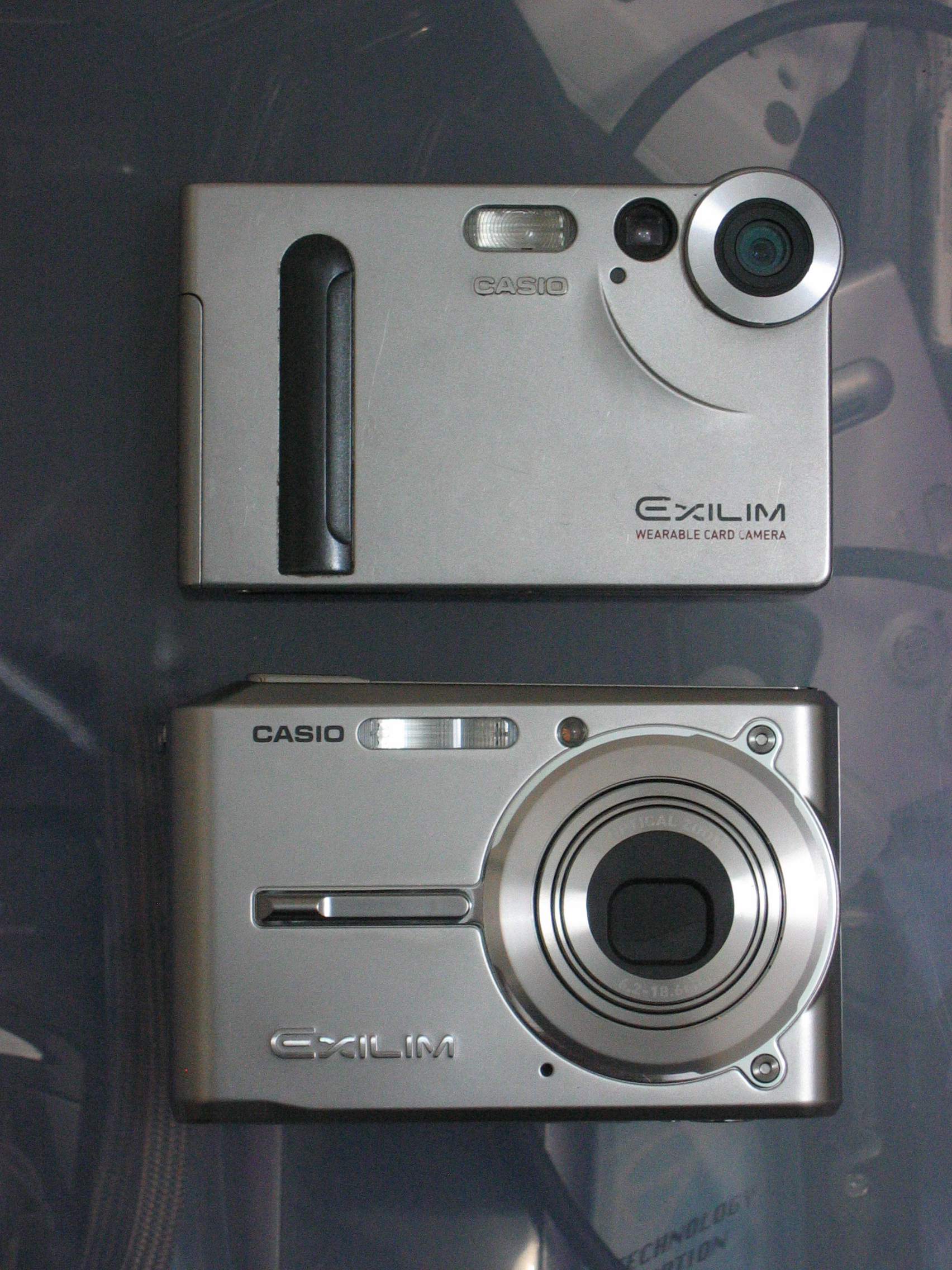
EX-S1 및 EX-S600 디지털 카메라
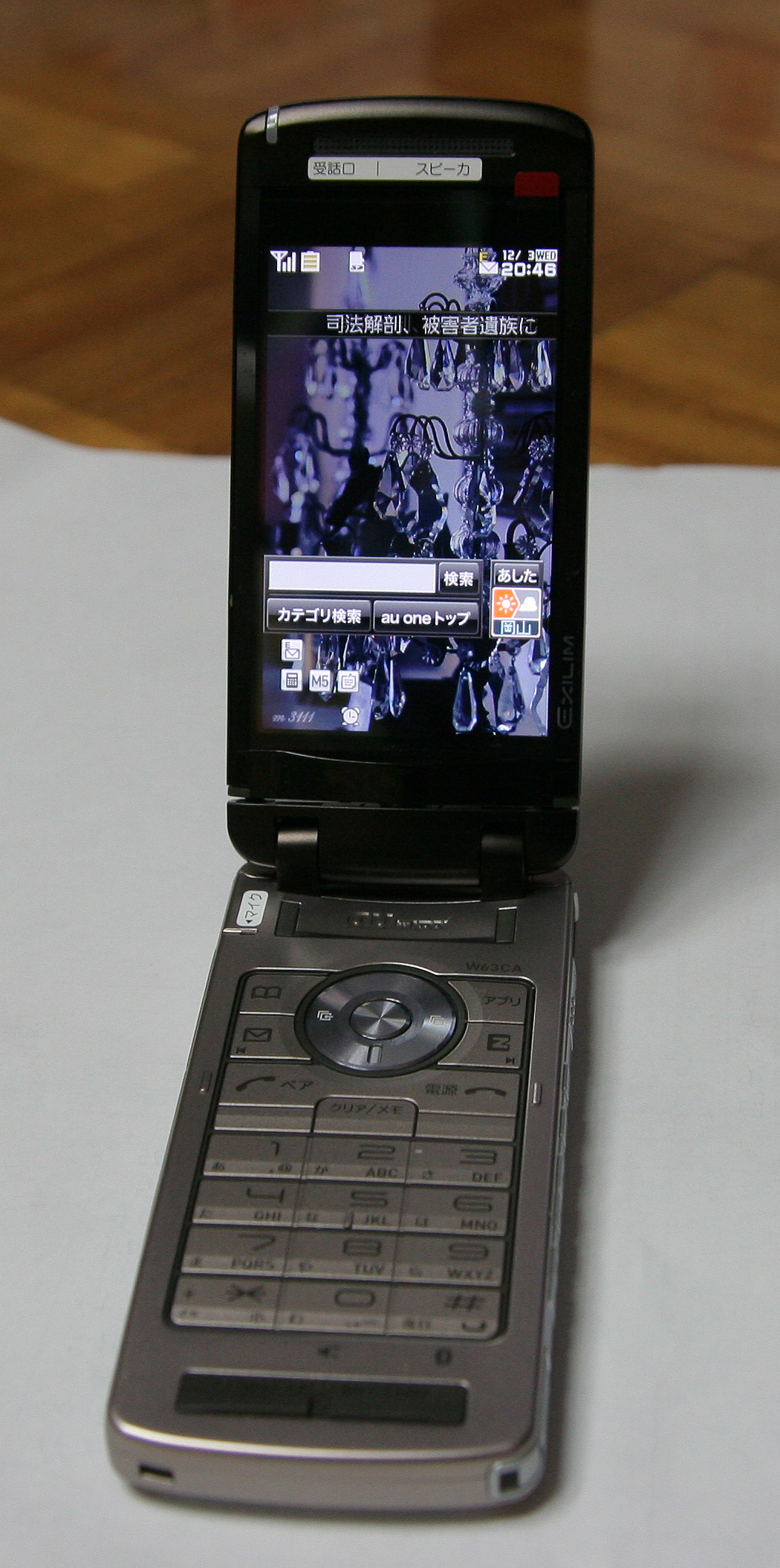
W63CA 휴대 전화
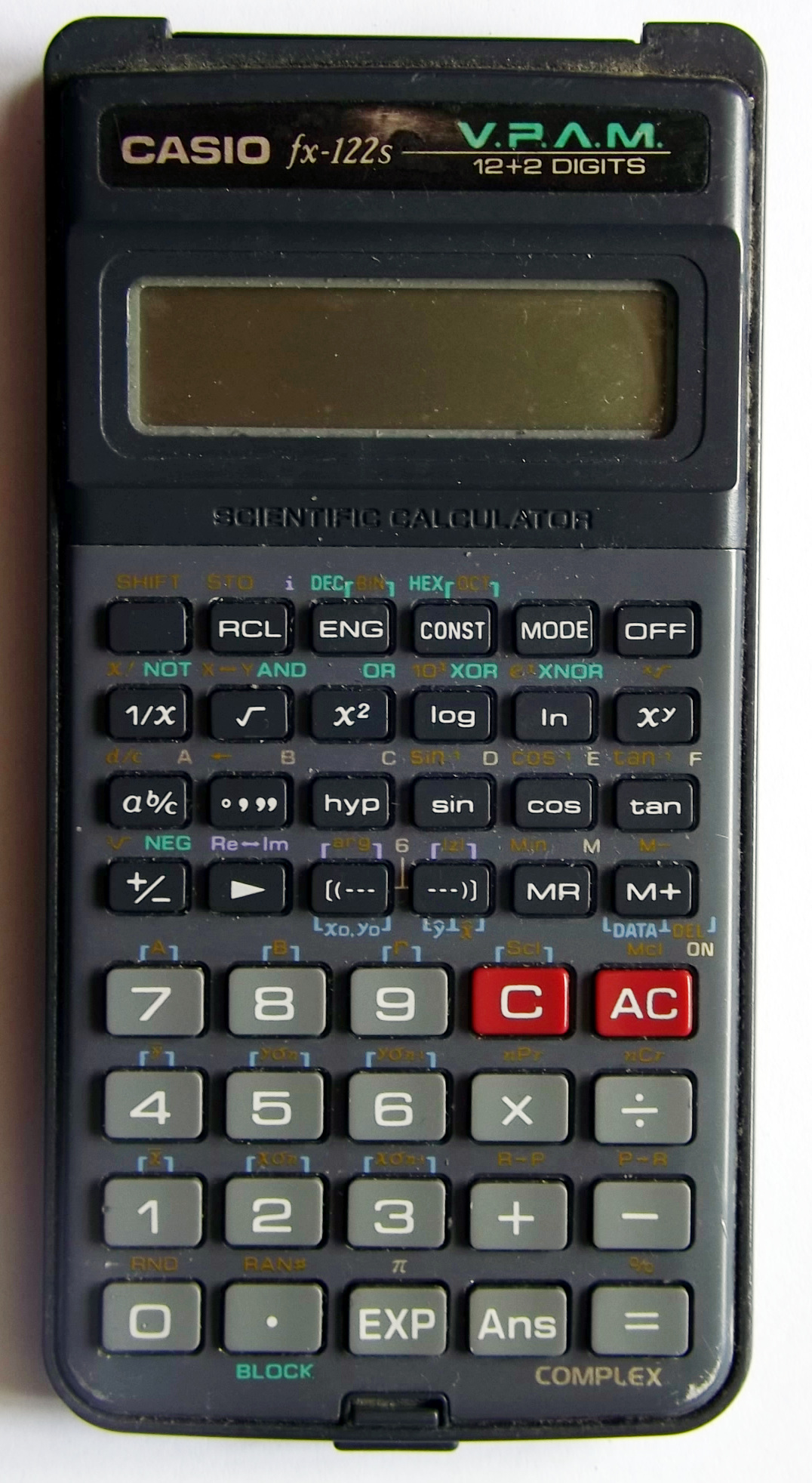
V.P.A.M. fx-122S 공학용 계산기
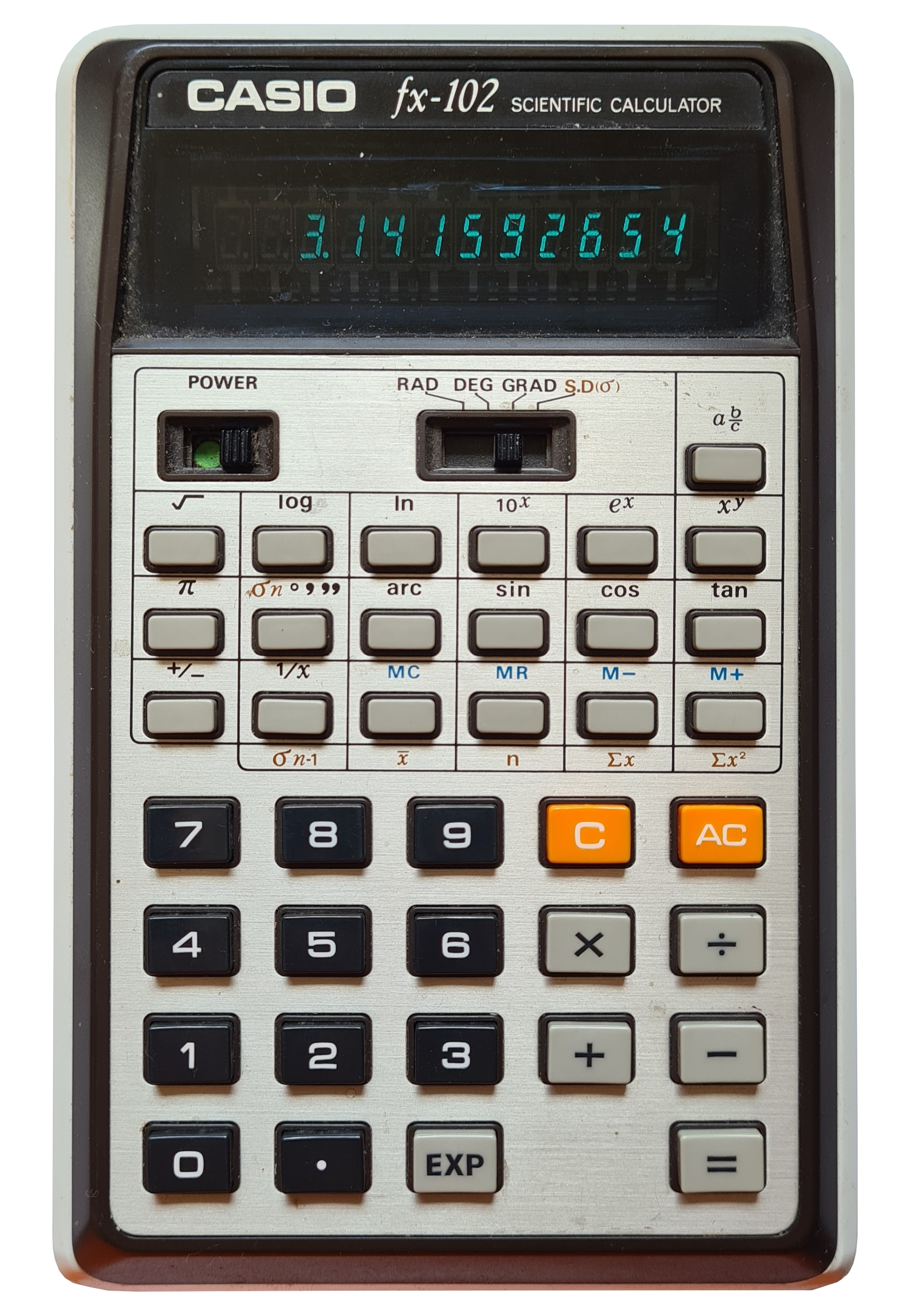
fx-102 (1976)
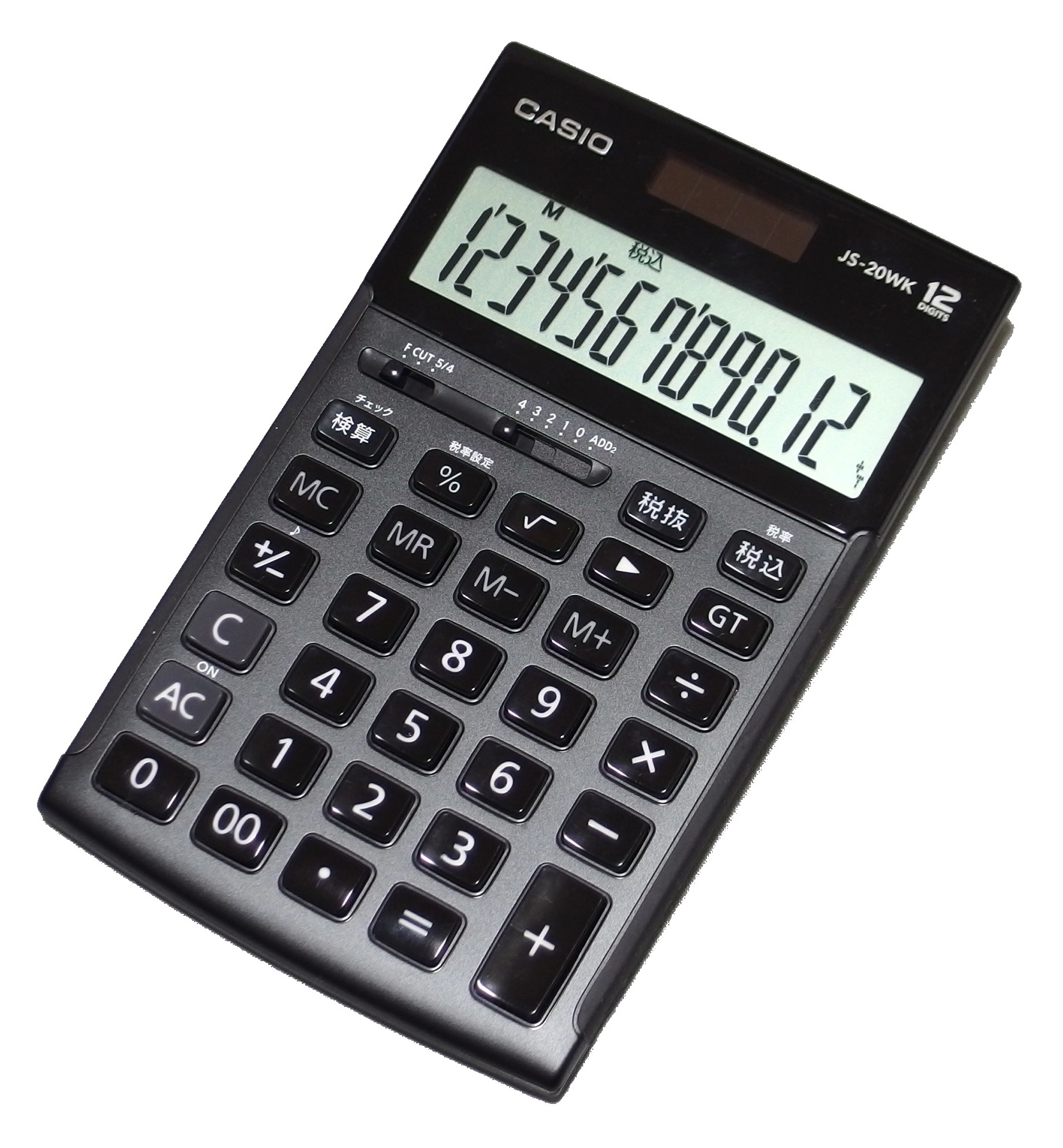
JF-20WK 프리미엄 데스크 계산기
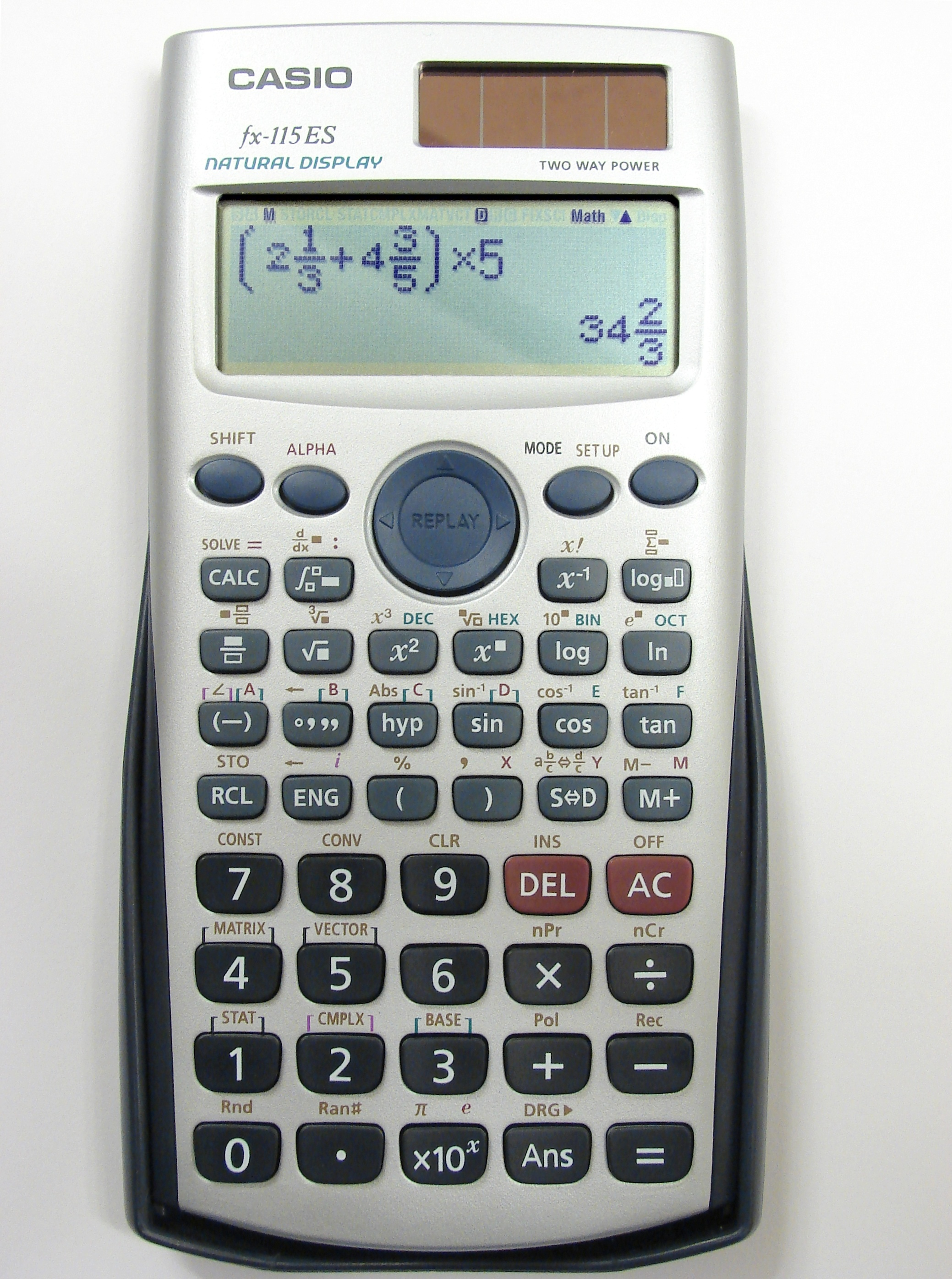
내추럴 디스플레이가 적용된 fx-115ES 공학용 계산기
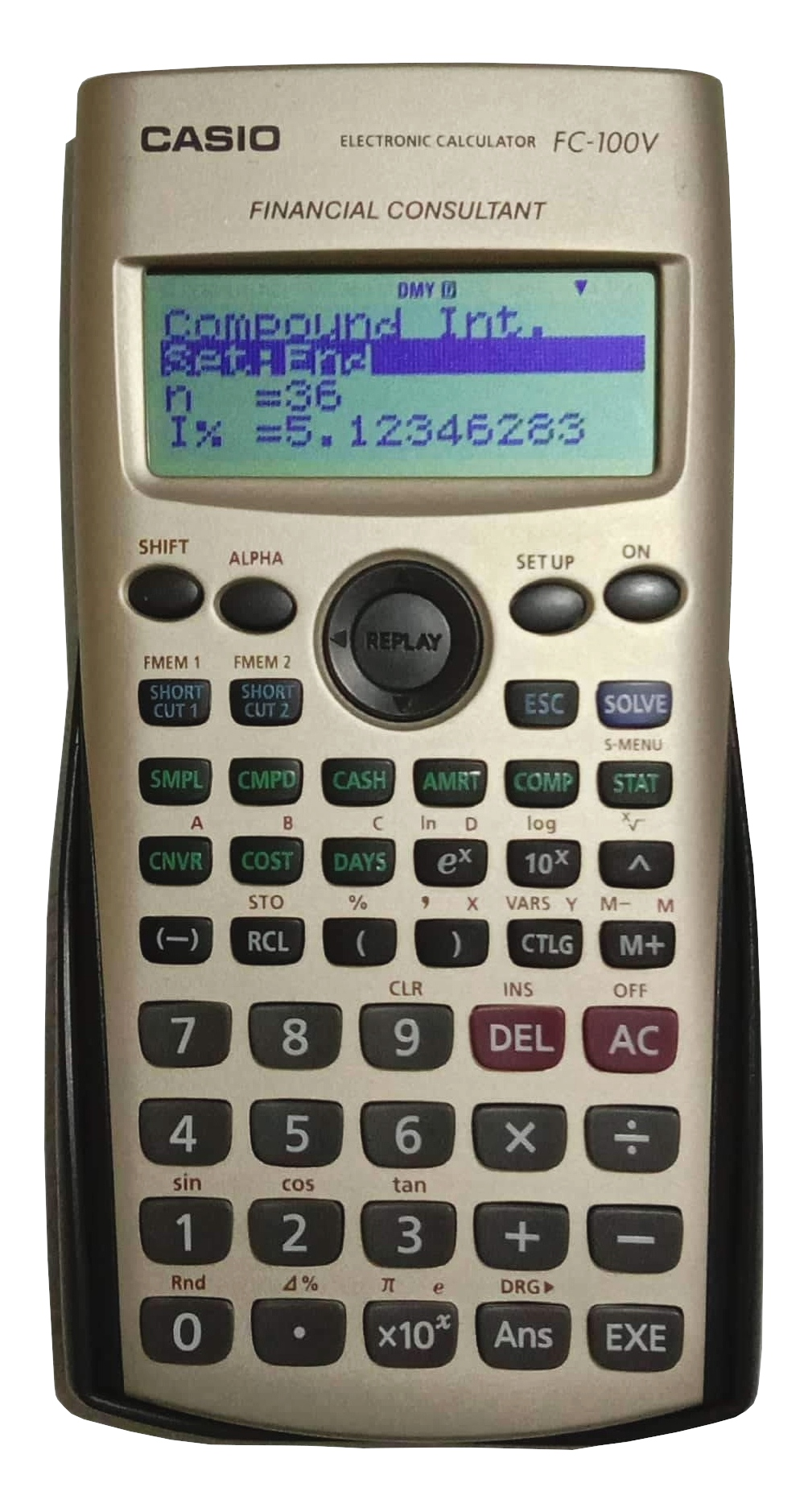
FC-100V 금융 계산기
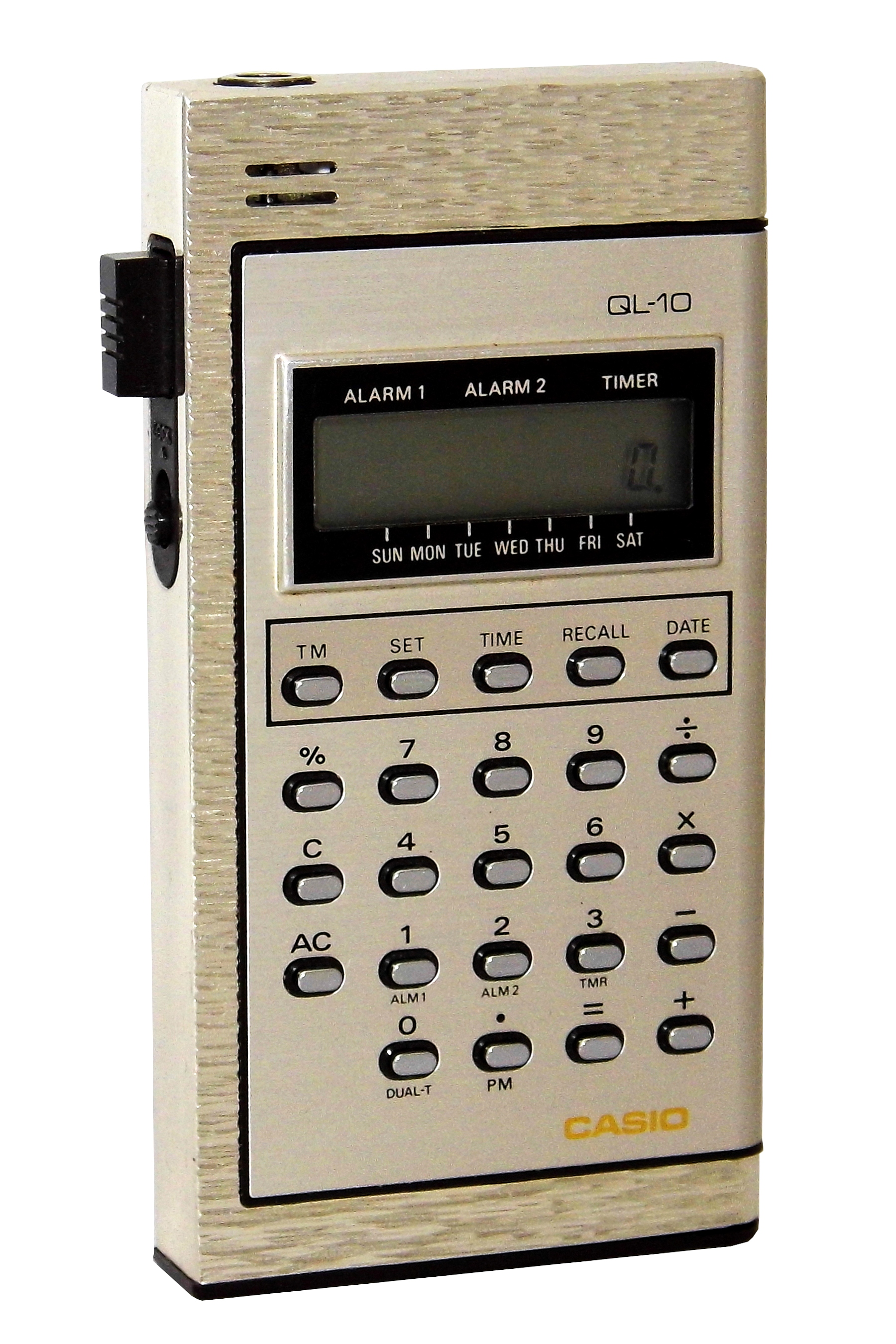
QL-10 내장형 궐련 라이터가 있는 포켓 계산기
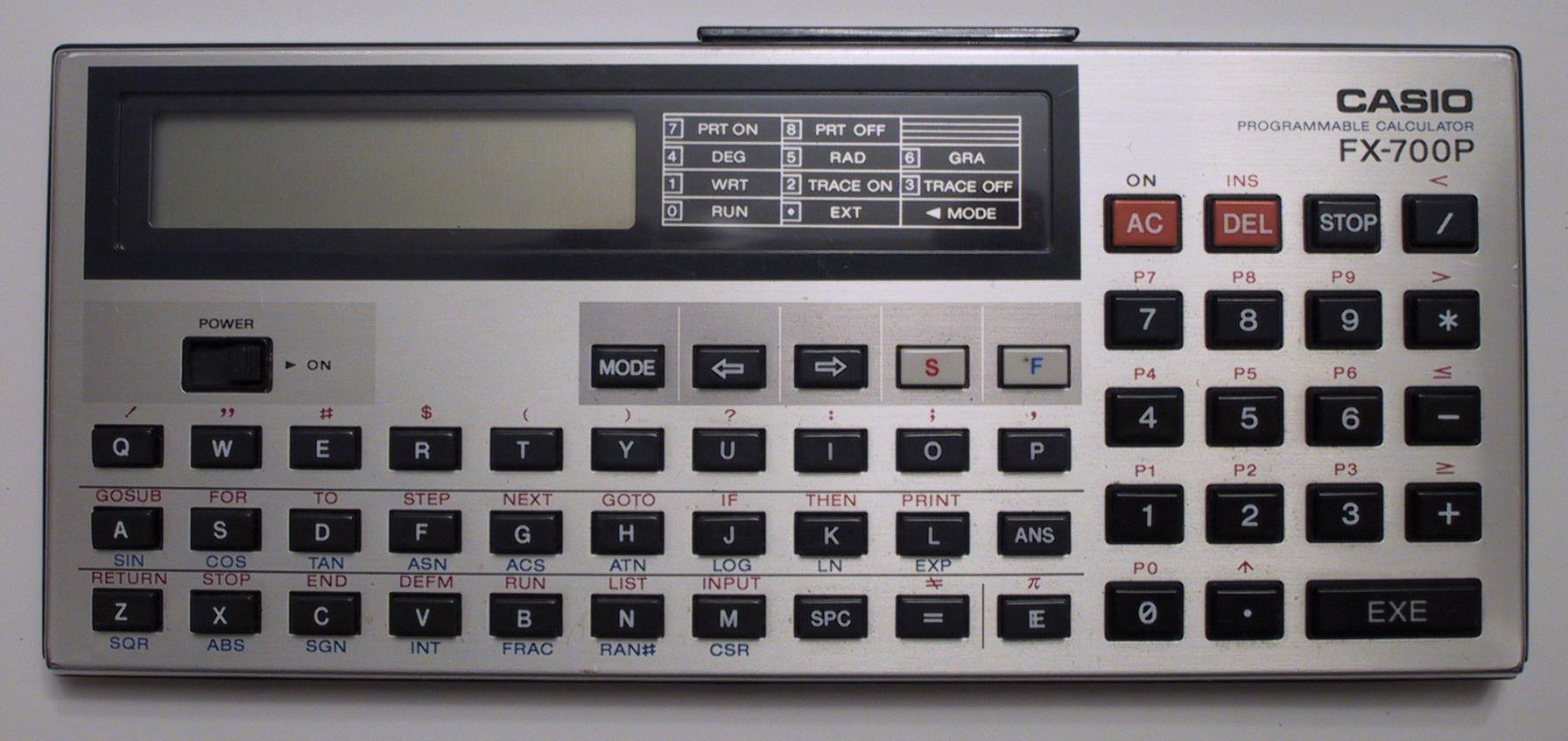
카시오 FX-700P 프로그래밍 가능 계산기
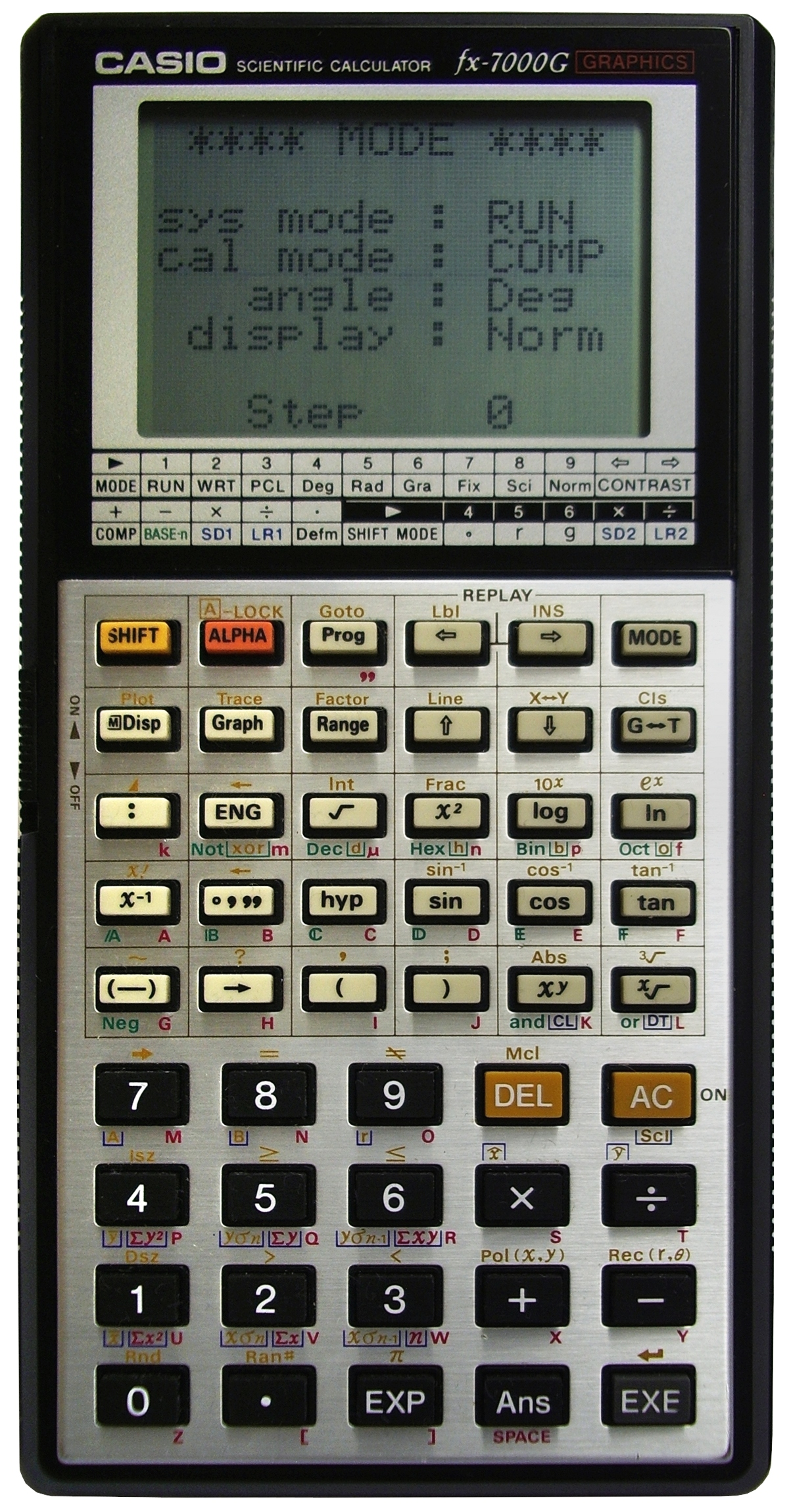
fx-7000G, 최초의 그래프 계산기
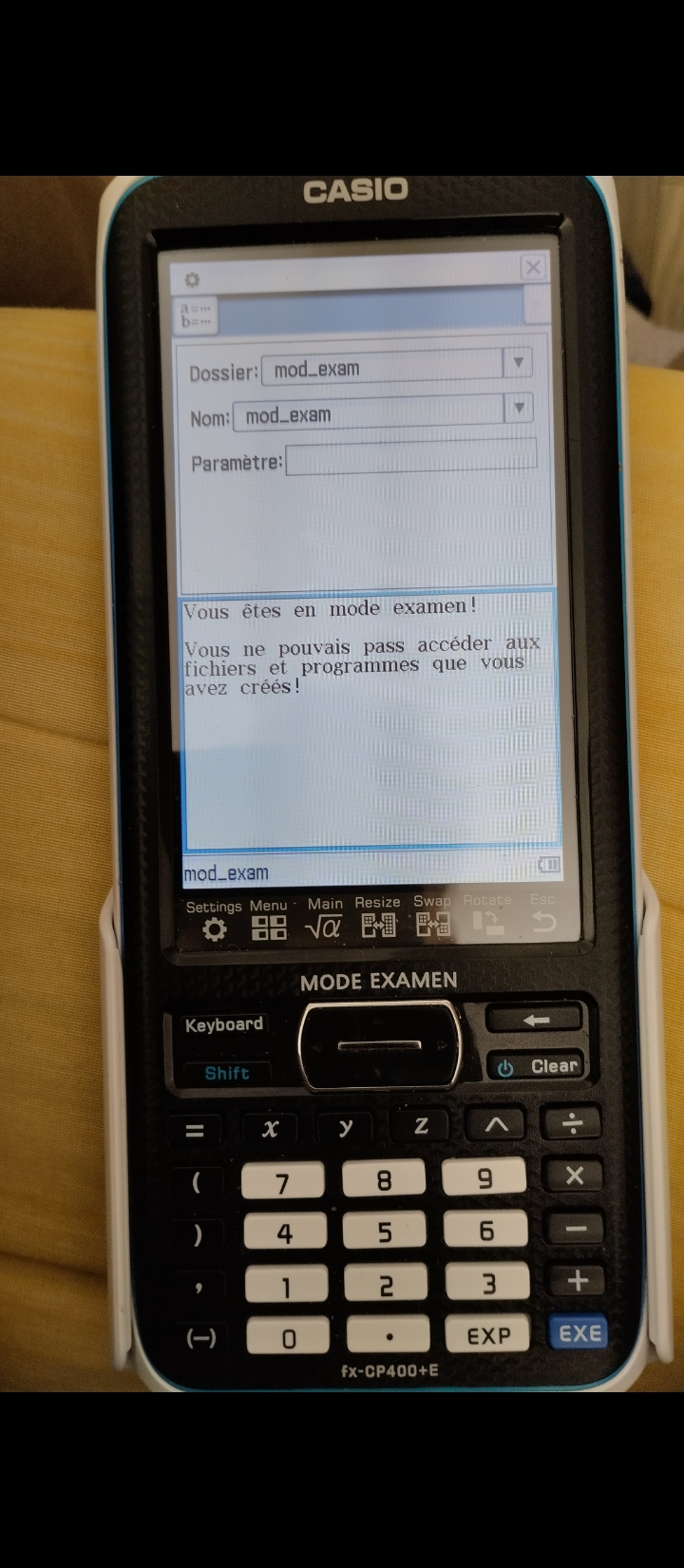
FX CP-400 클래스패드 컬러 터치스크린 계산기
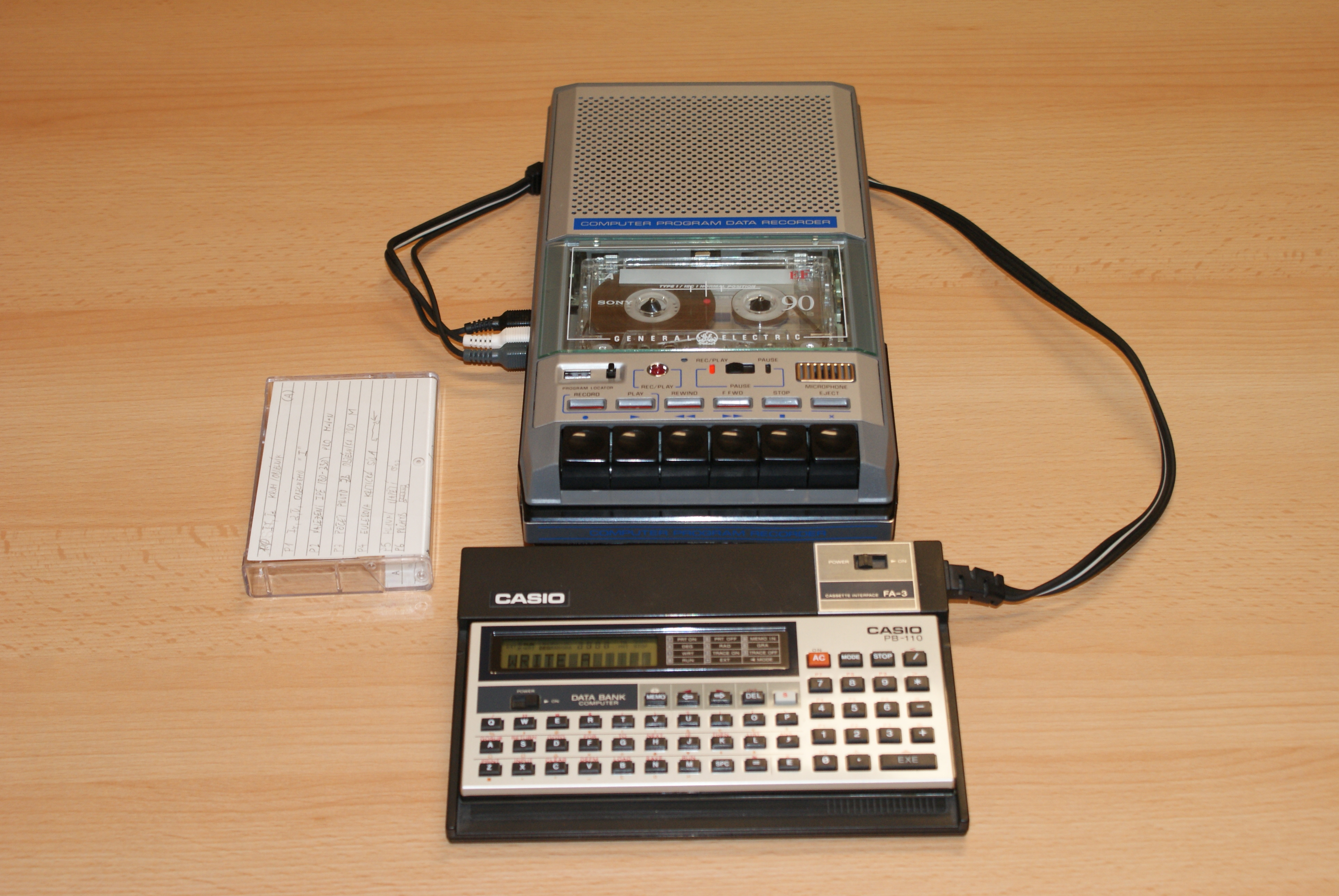
PB-110 외부 테이프 레코더 독이 있는 데이터뱅크 계산기
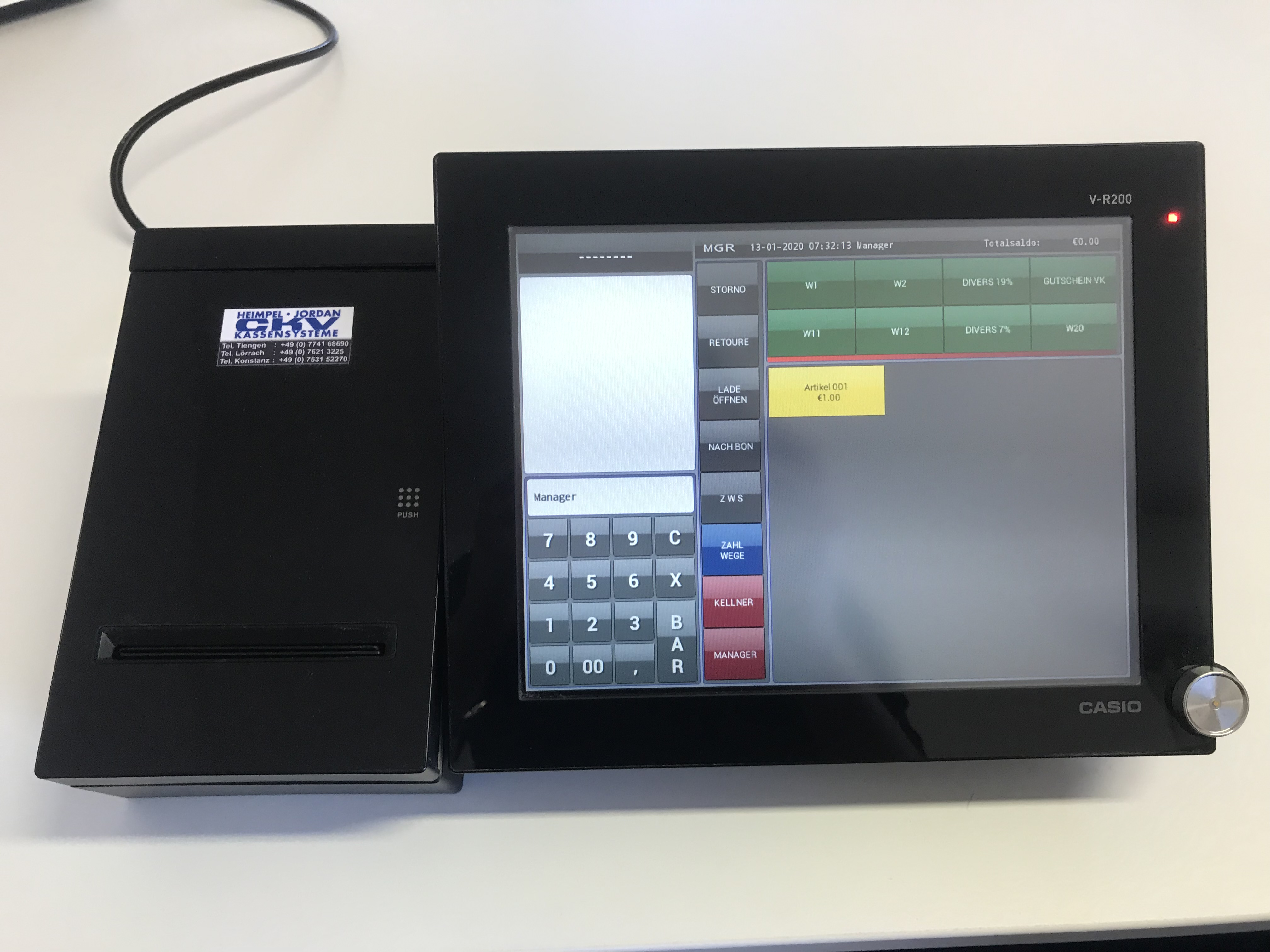
V-R200 판매 시점 정보 관리 시스템
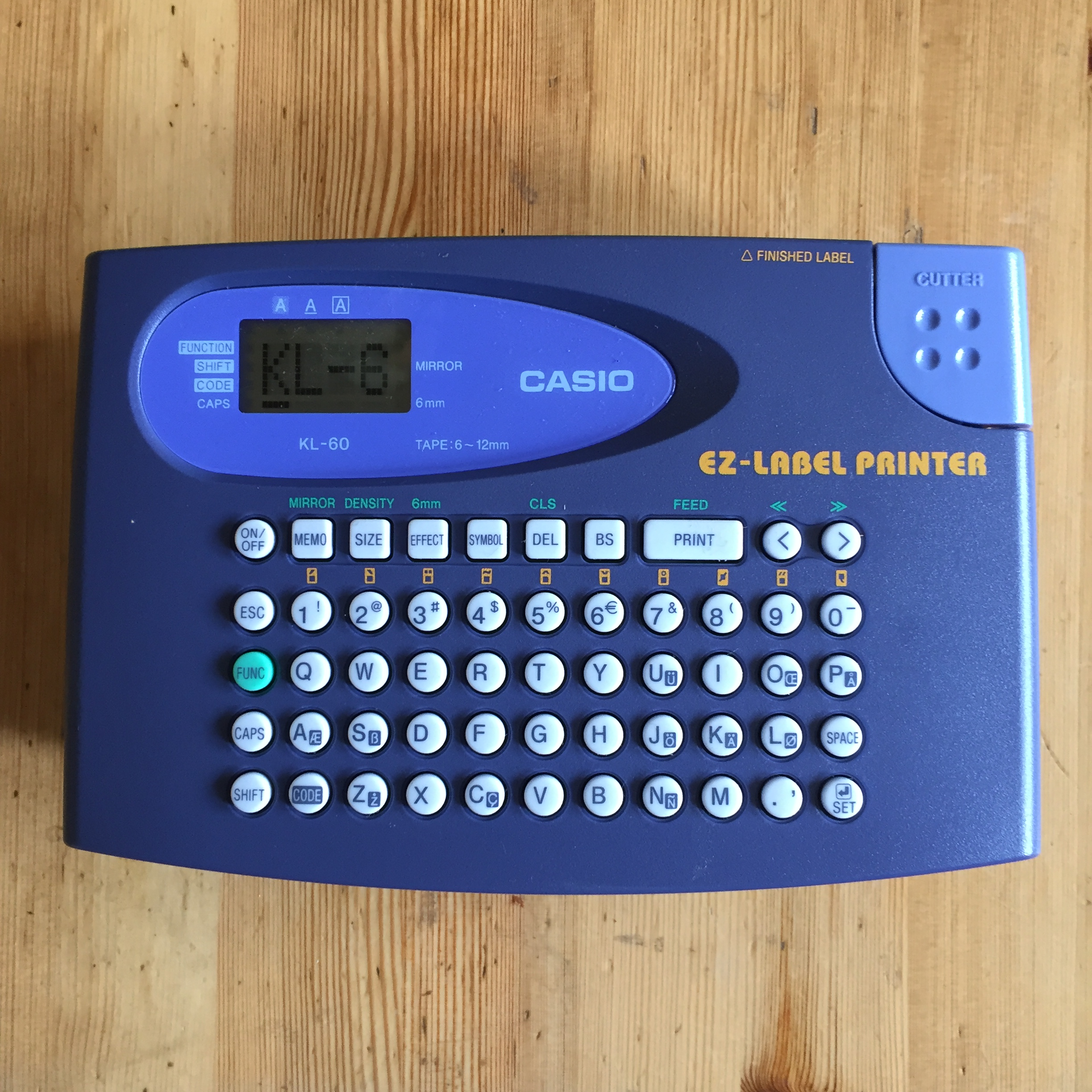
KL-60 라벨 프린터
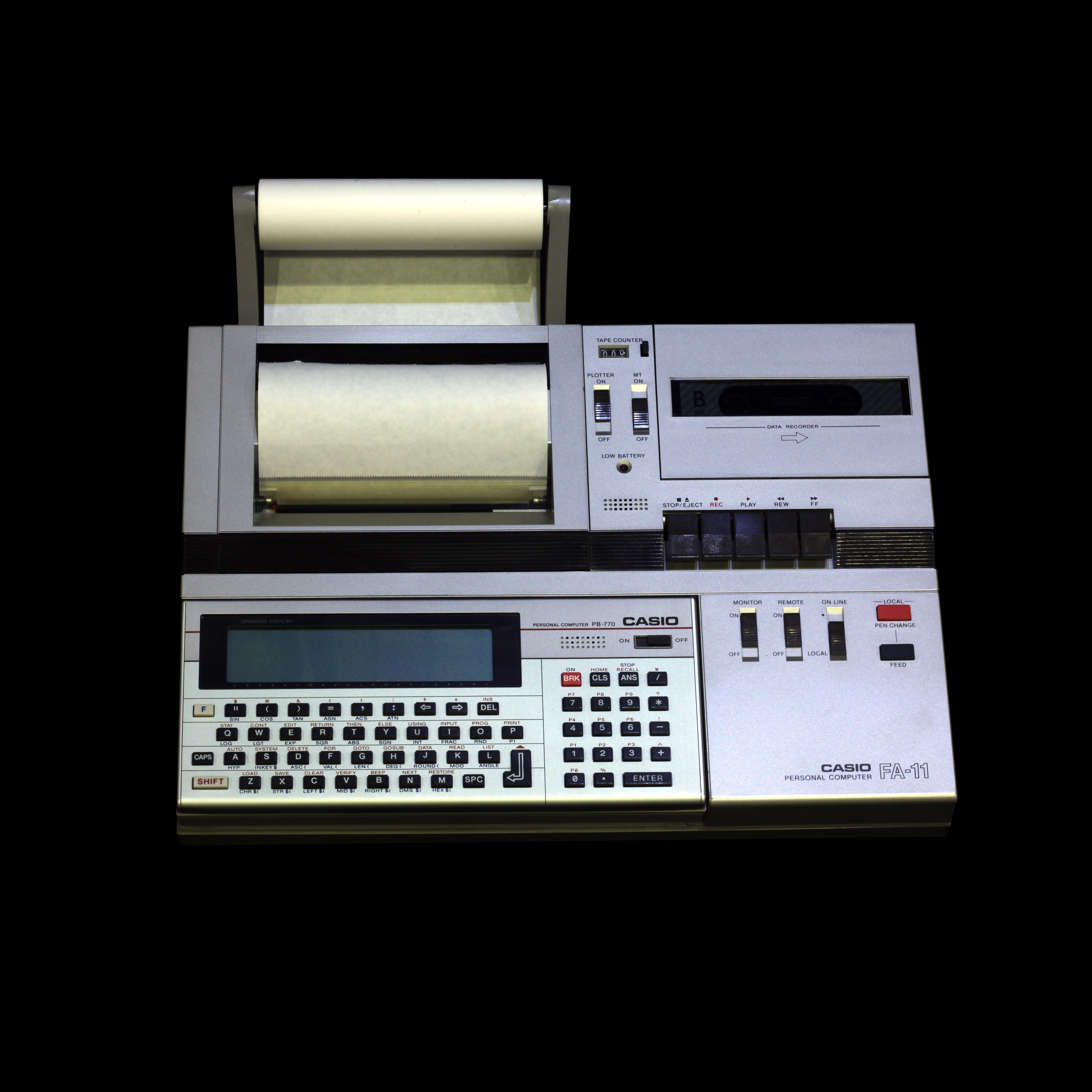
PB-770 포켓 컴퓨터, FA-11 확장 독 포함
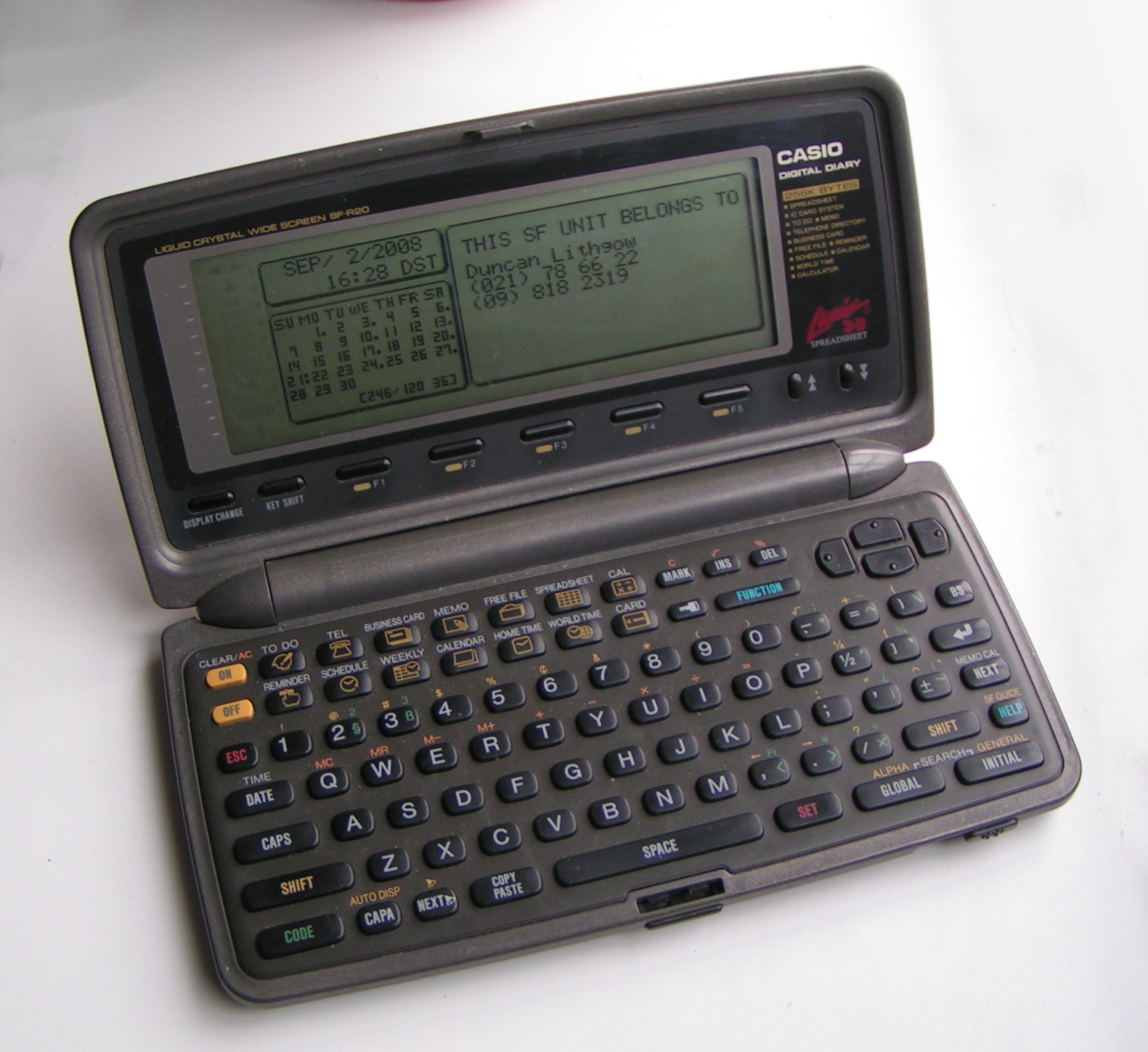
SF-R20 디지털 다이어리 (초기 PDA)
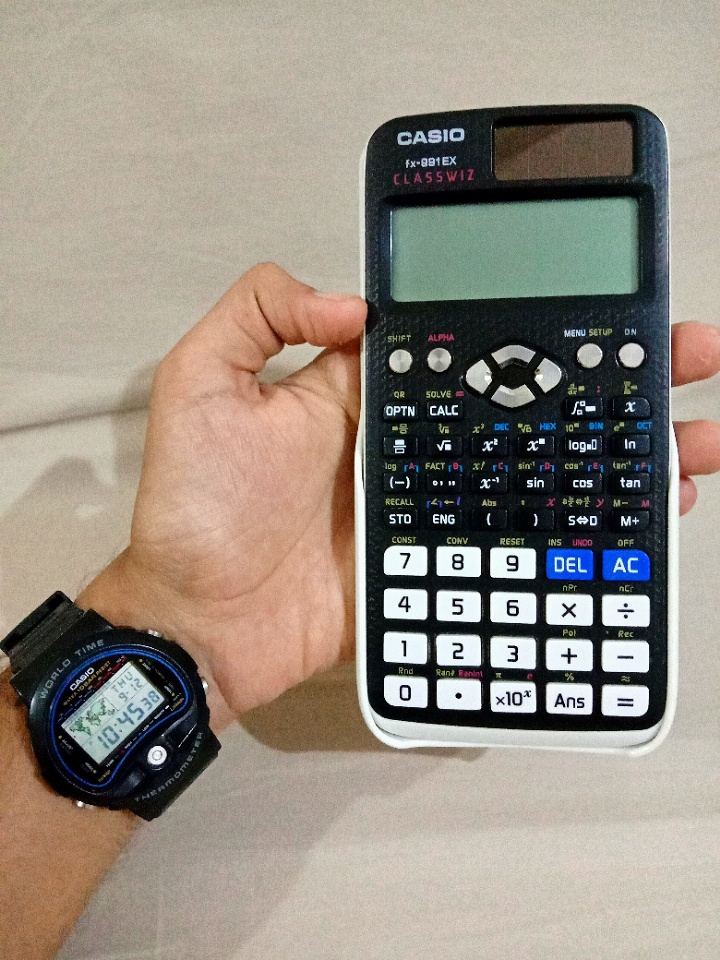
TS-150 시계 (왼쪽) 및 FX-991EX 공학용 계산기 (오른쪽)
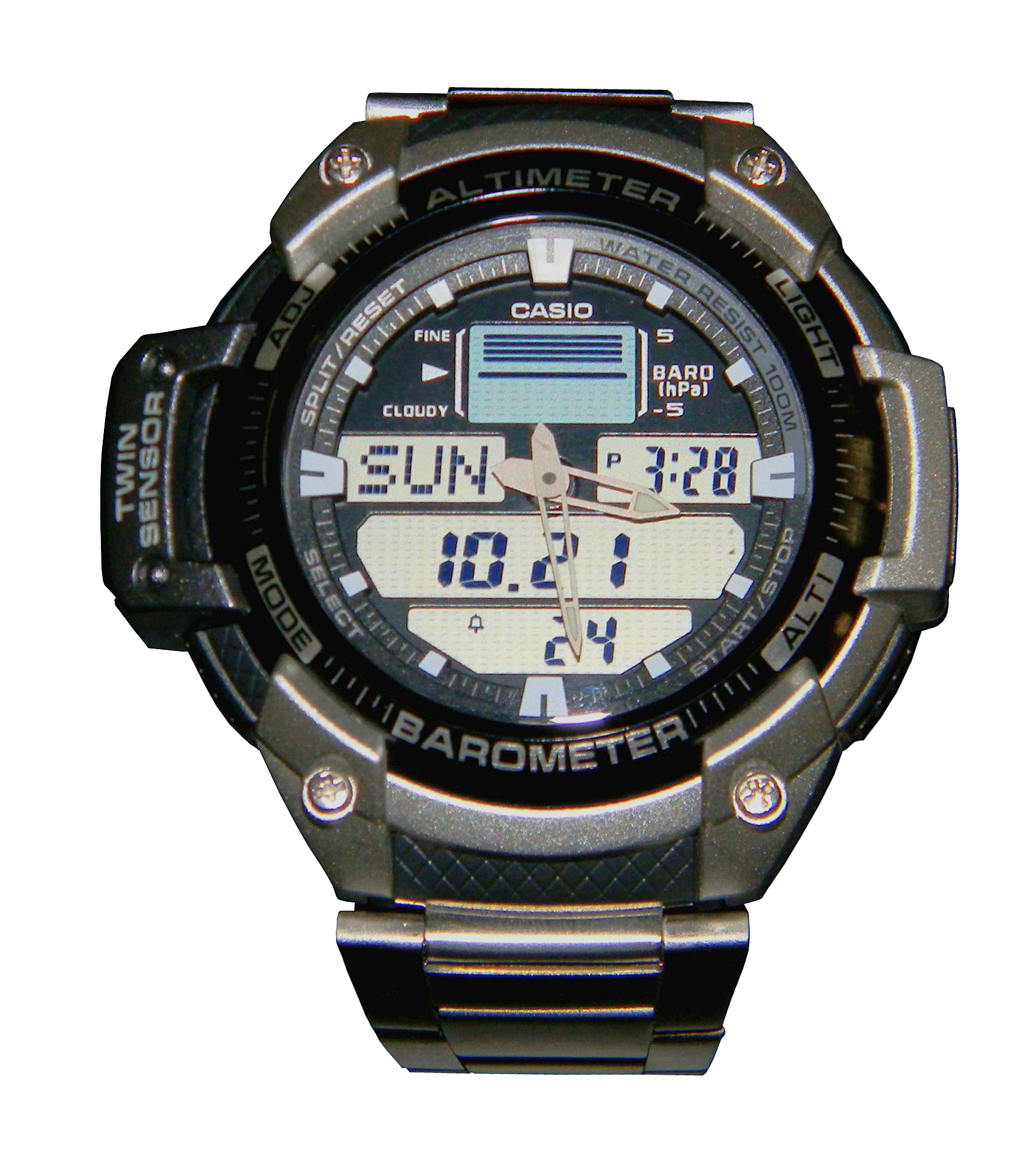
카시오 스포츠 아웃기어 SGW-400HD-1BV
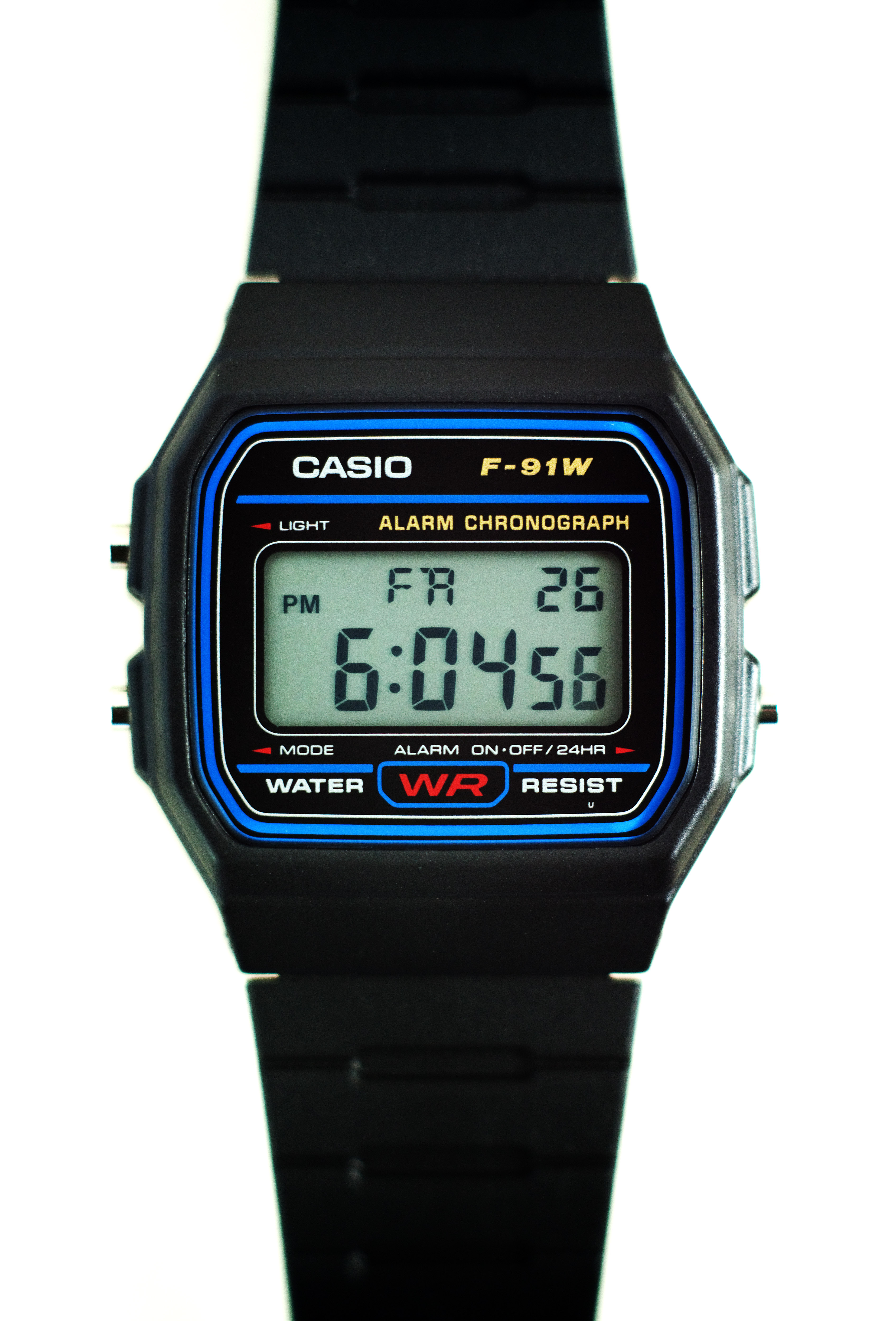
F-91W 디지털 시계
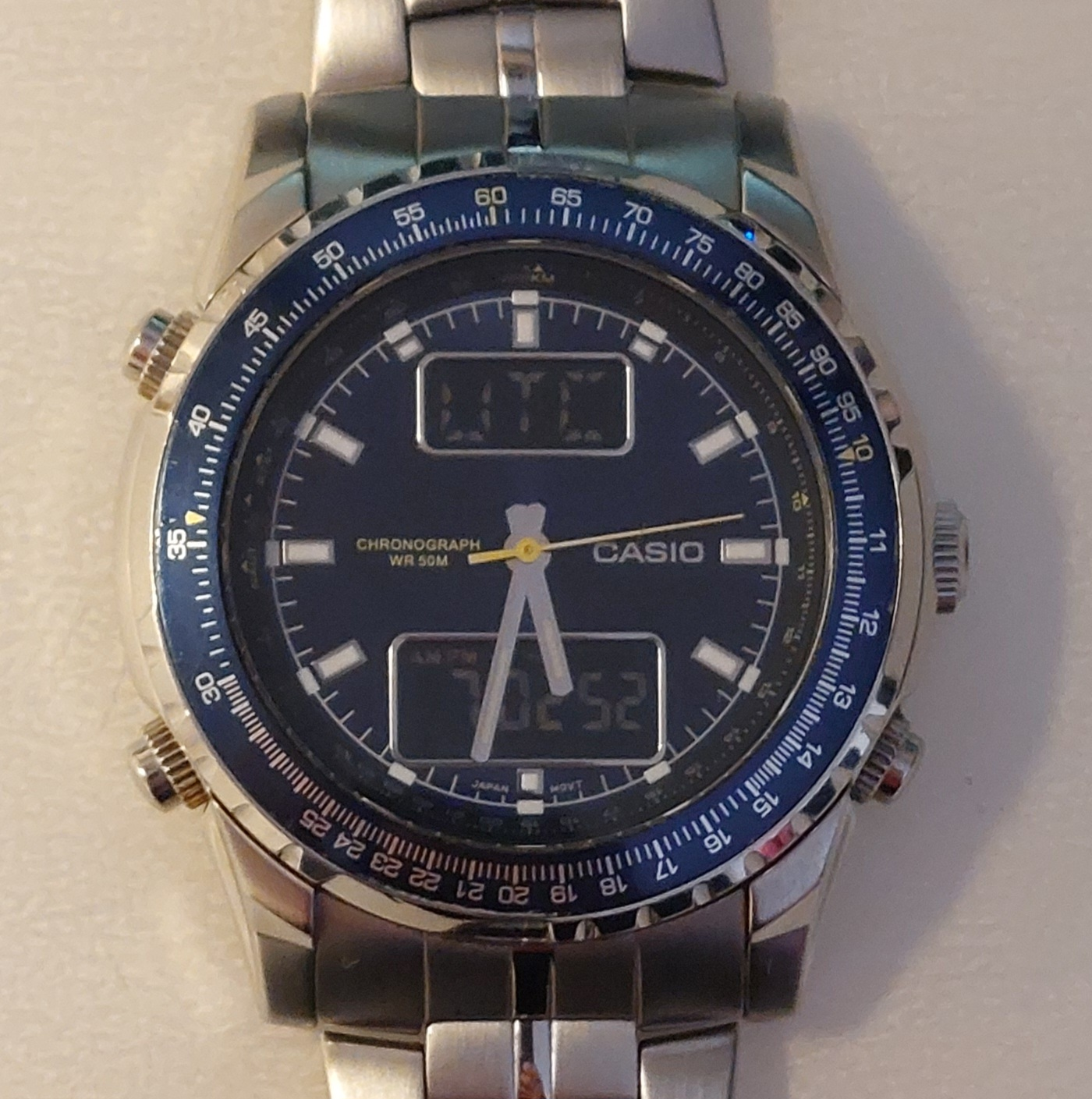
MTP 4700 - 파일럿 시계
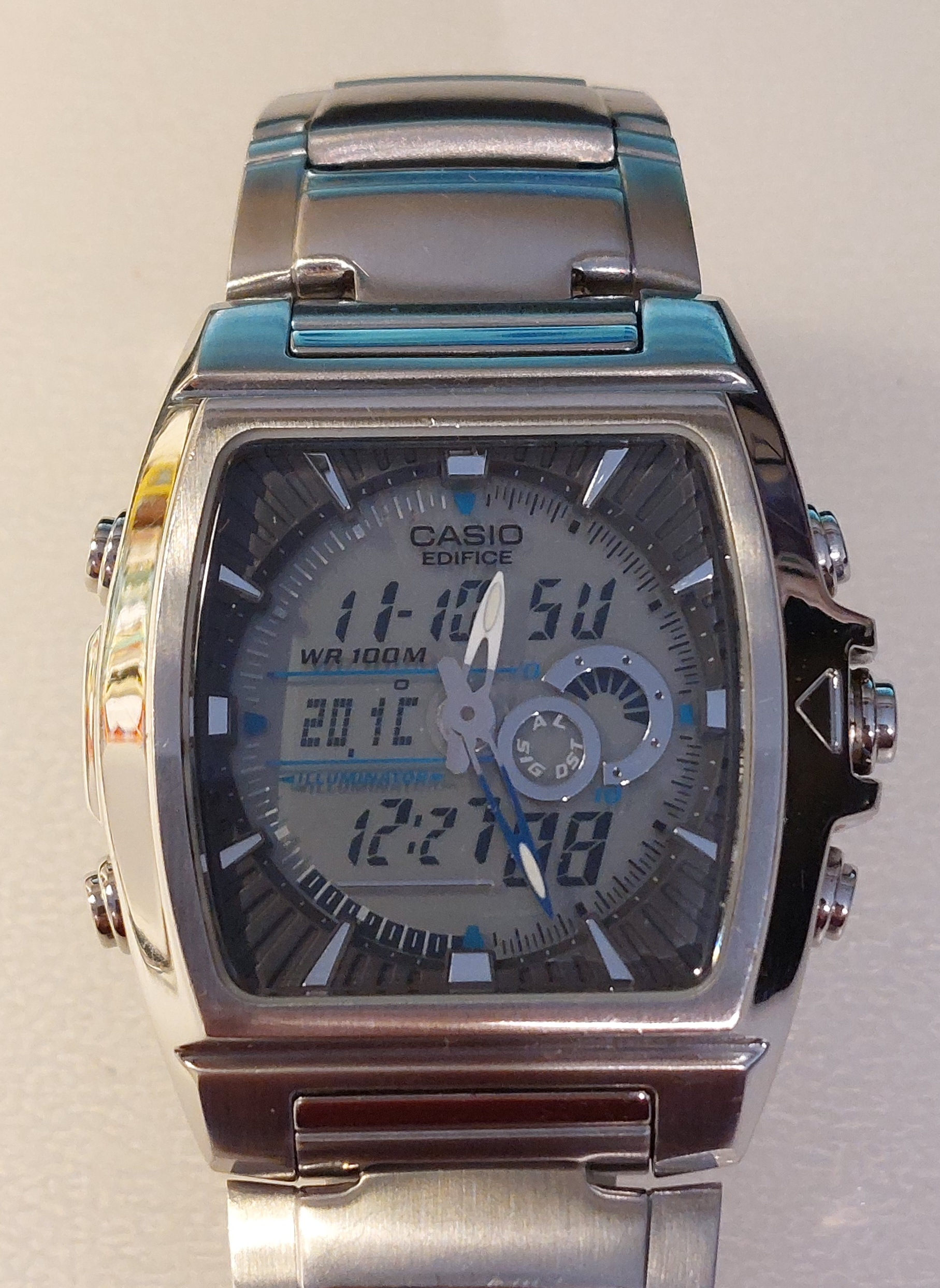
EFA 120 - 에디피스 시계
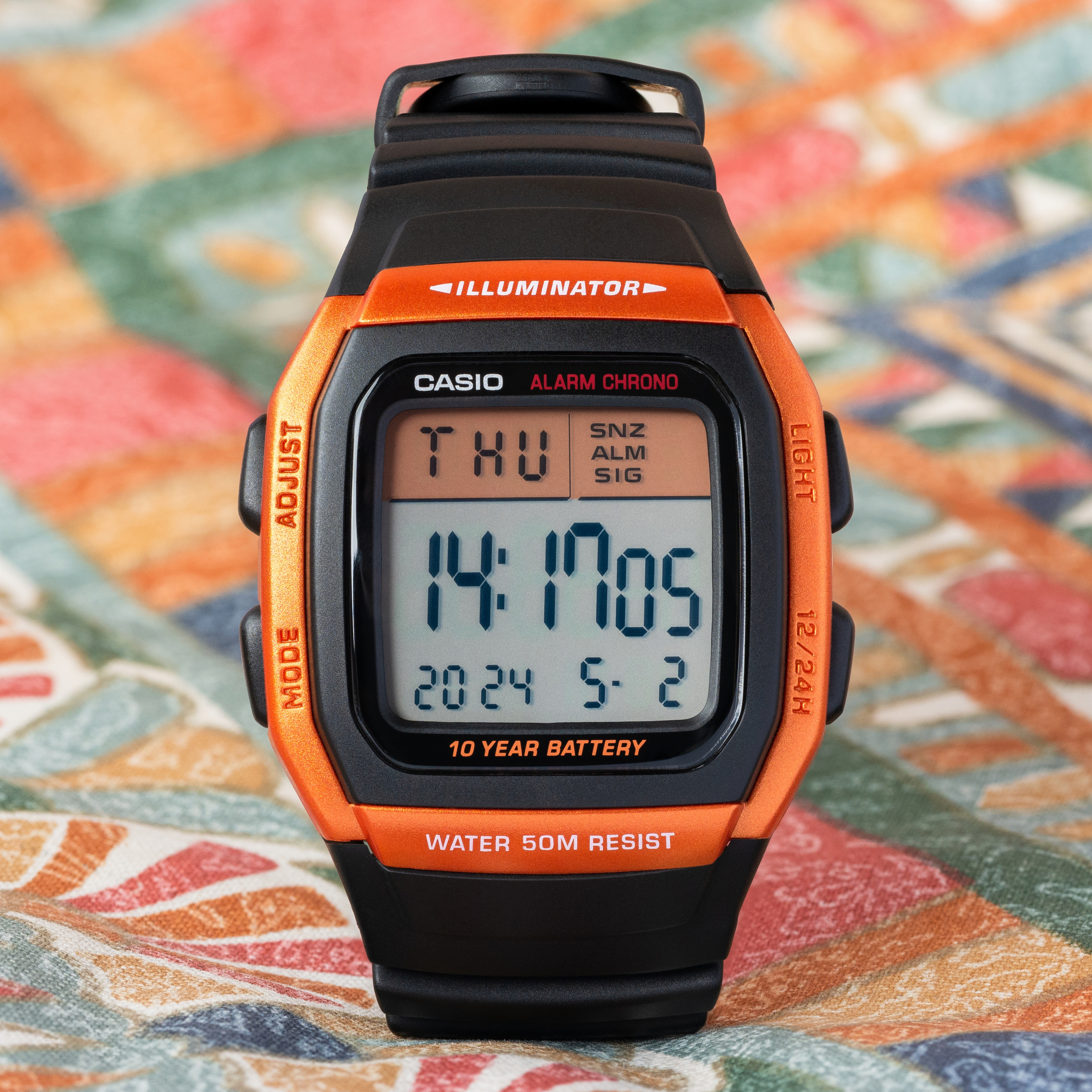
W-96H 디지털 시계
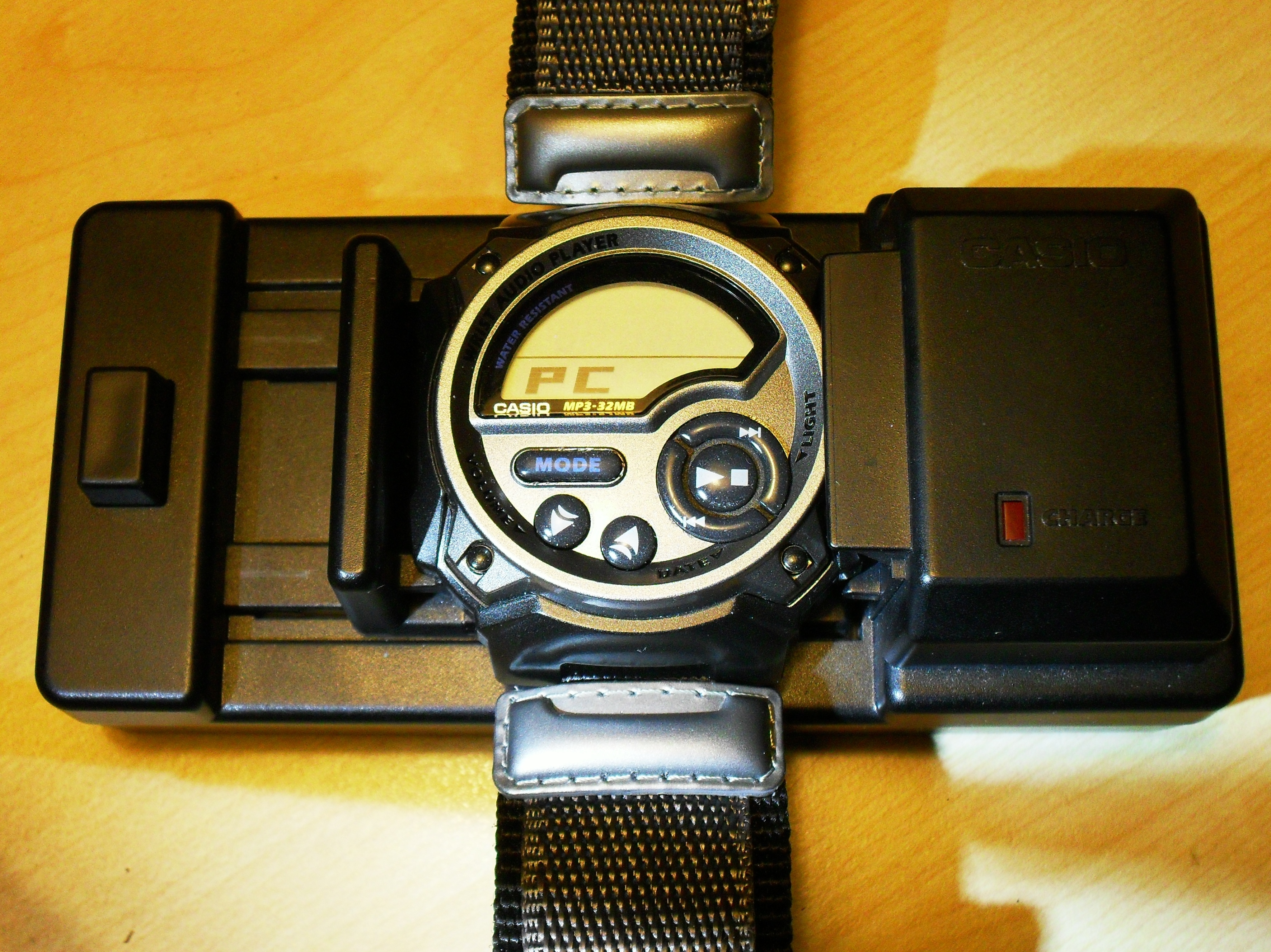
WMP1 휴대용 MP3 시계
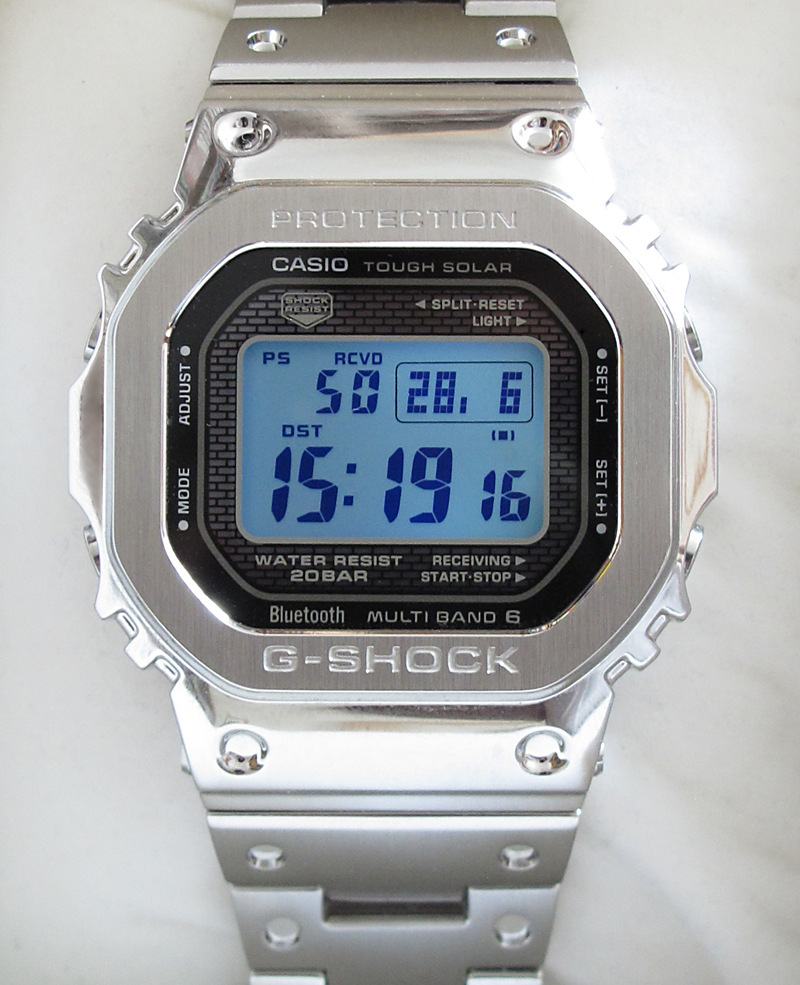
풀 메탈 구조의 G-SHOCK GMW-B5000 A 시계
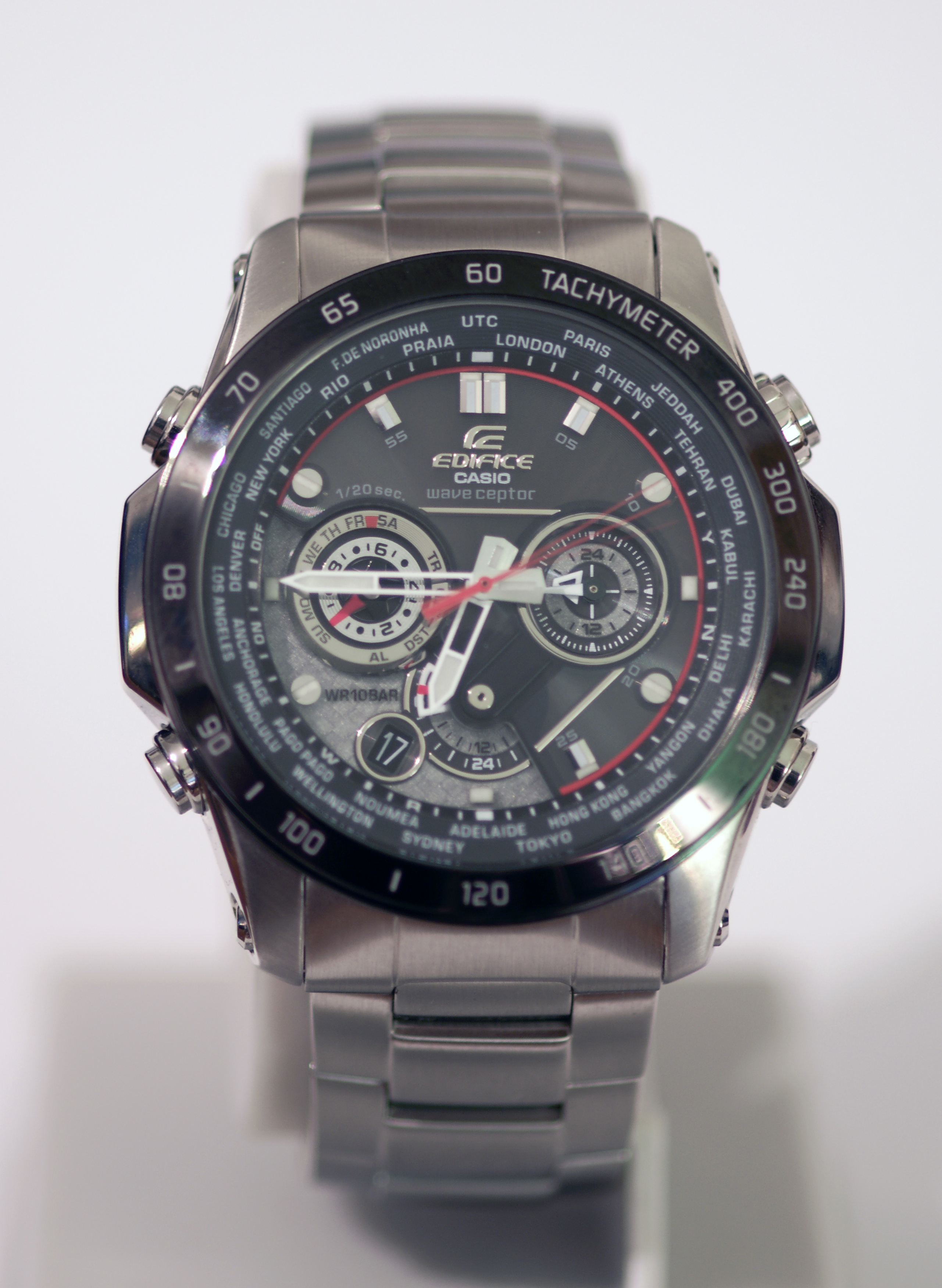
에디피스 EQW-M1000 다기능 아날로그 시계
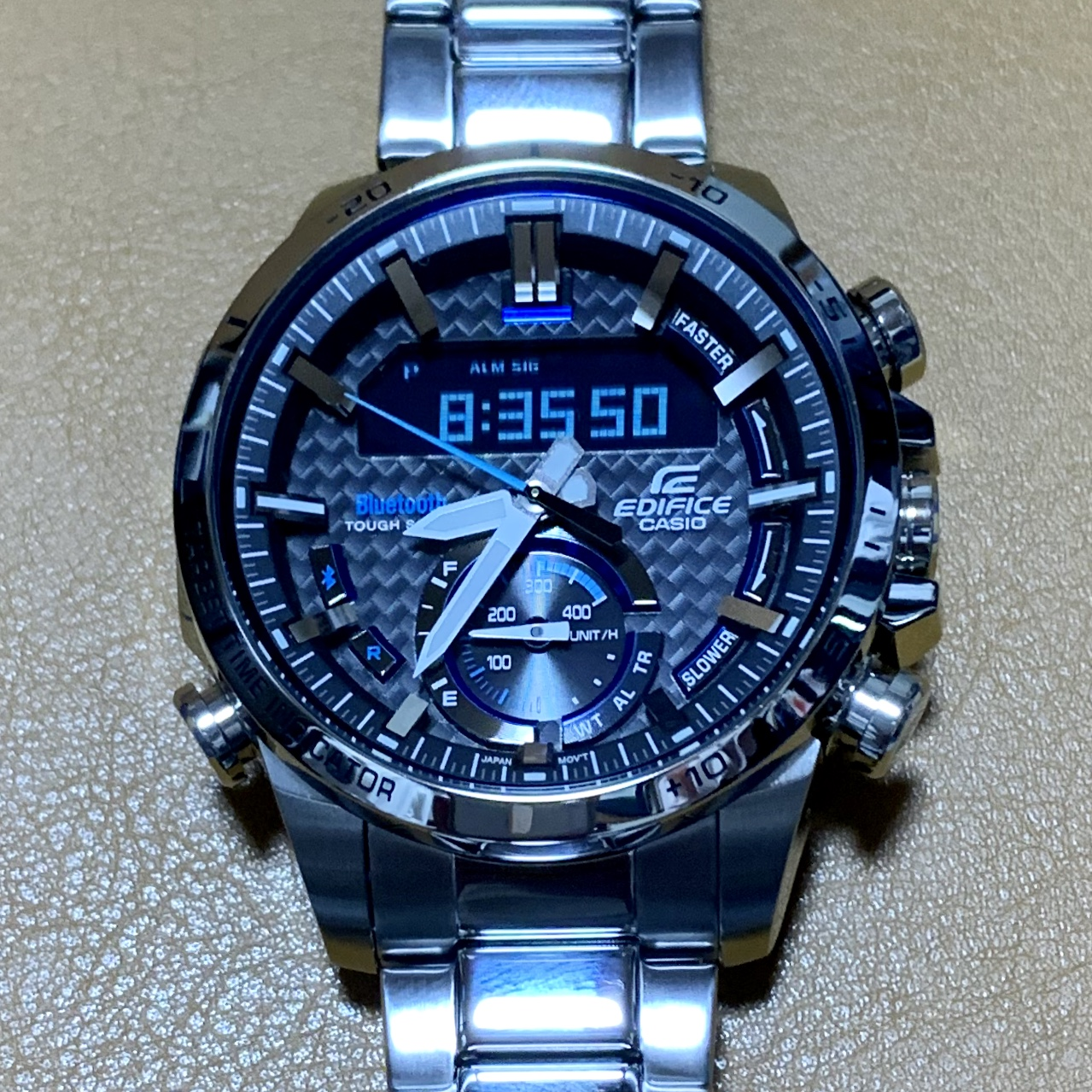
에디피스 ECB-800D-1A
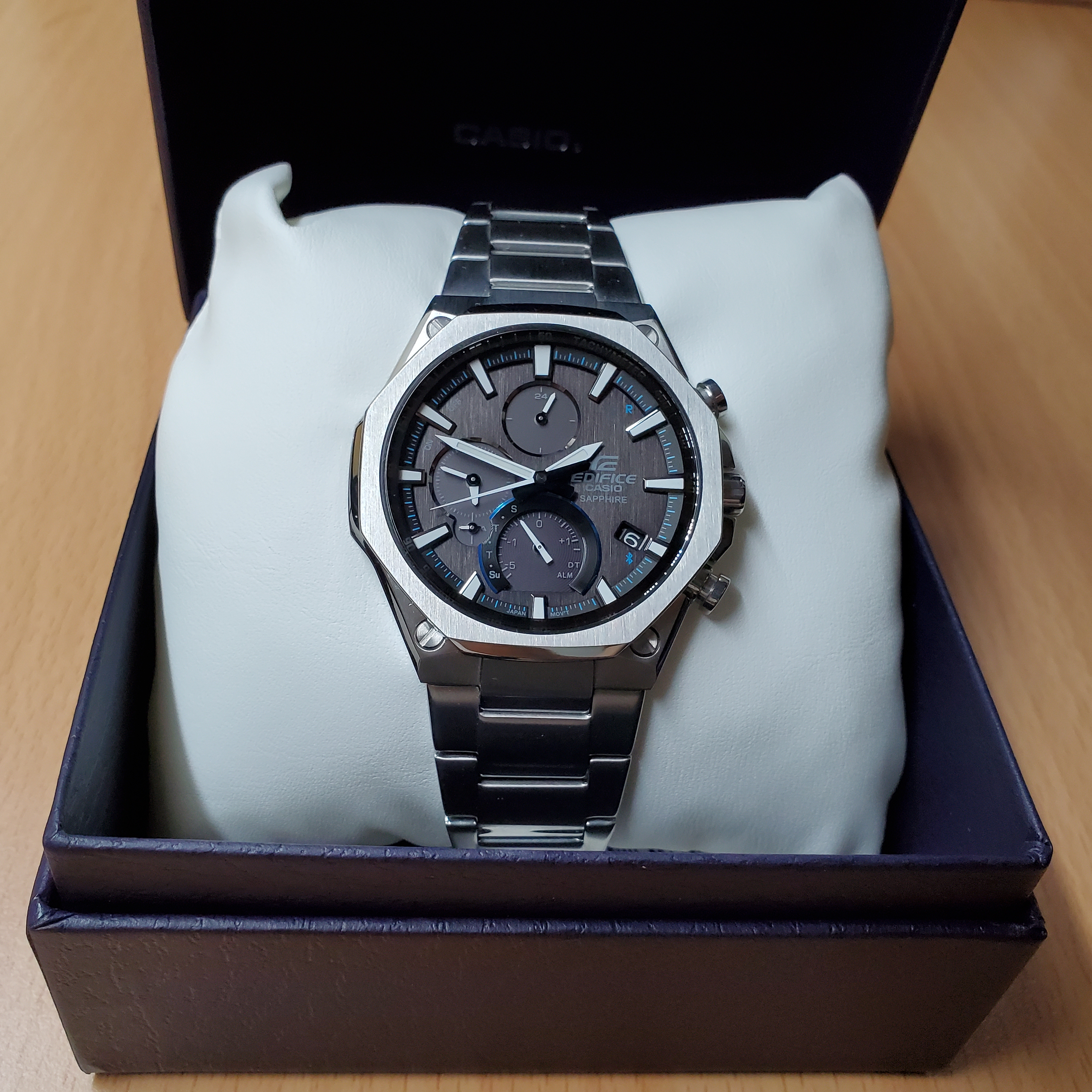
에디피스 EQB-1100D-1A
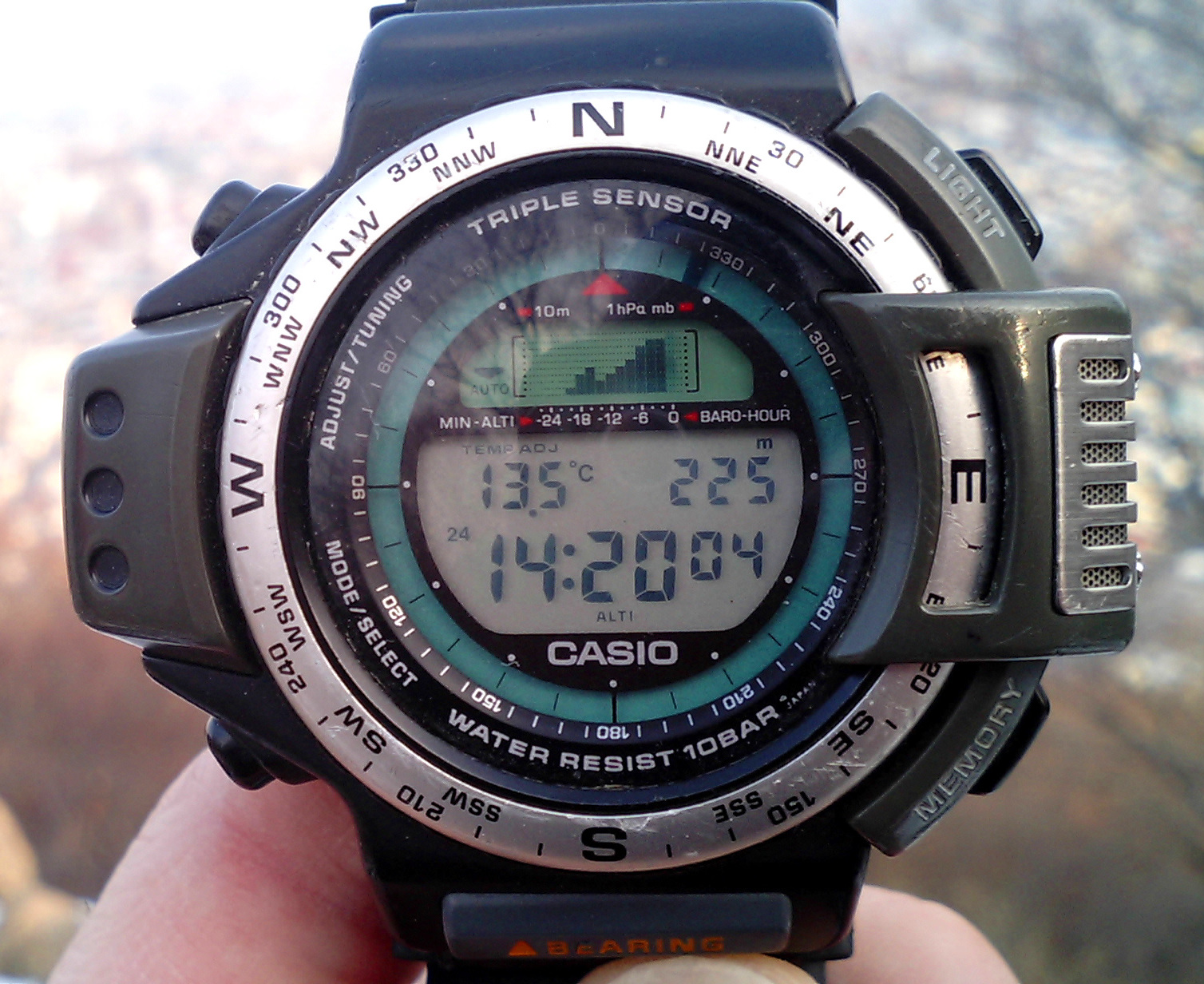
ATC-1100 트리플 센서 시계
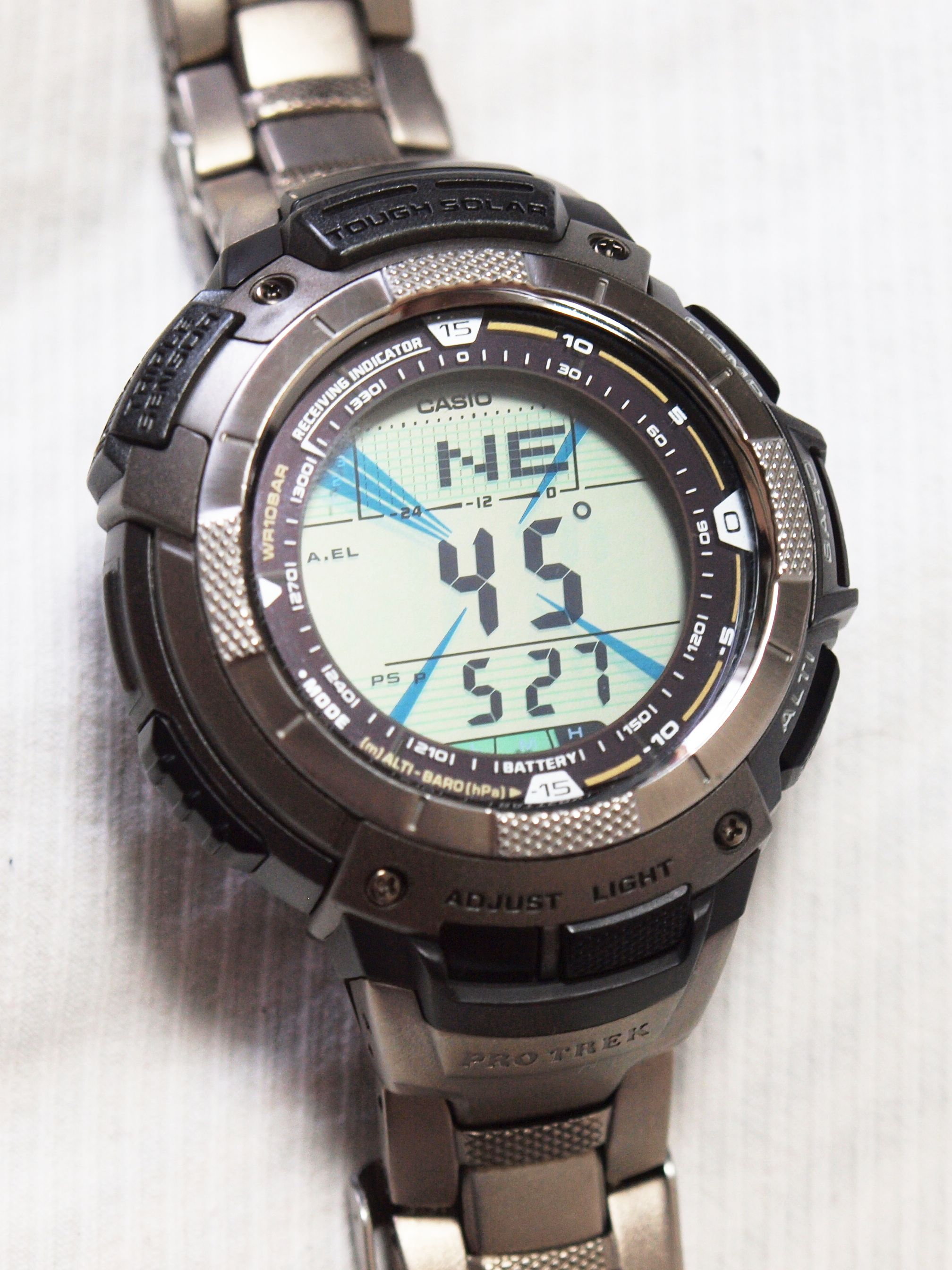
프로 트렉 PRW-1000TJ 트리플 센서 시계 나침반 모드
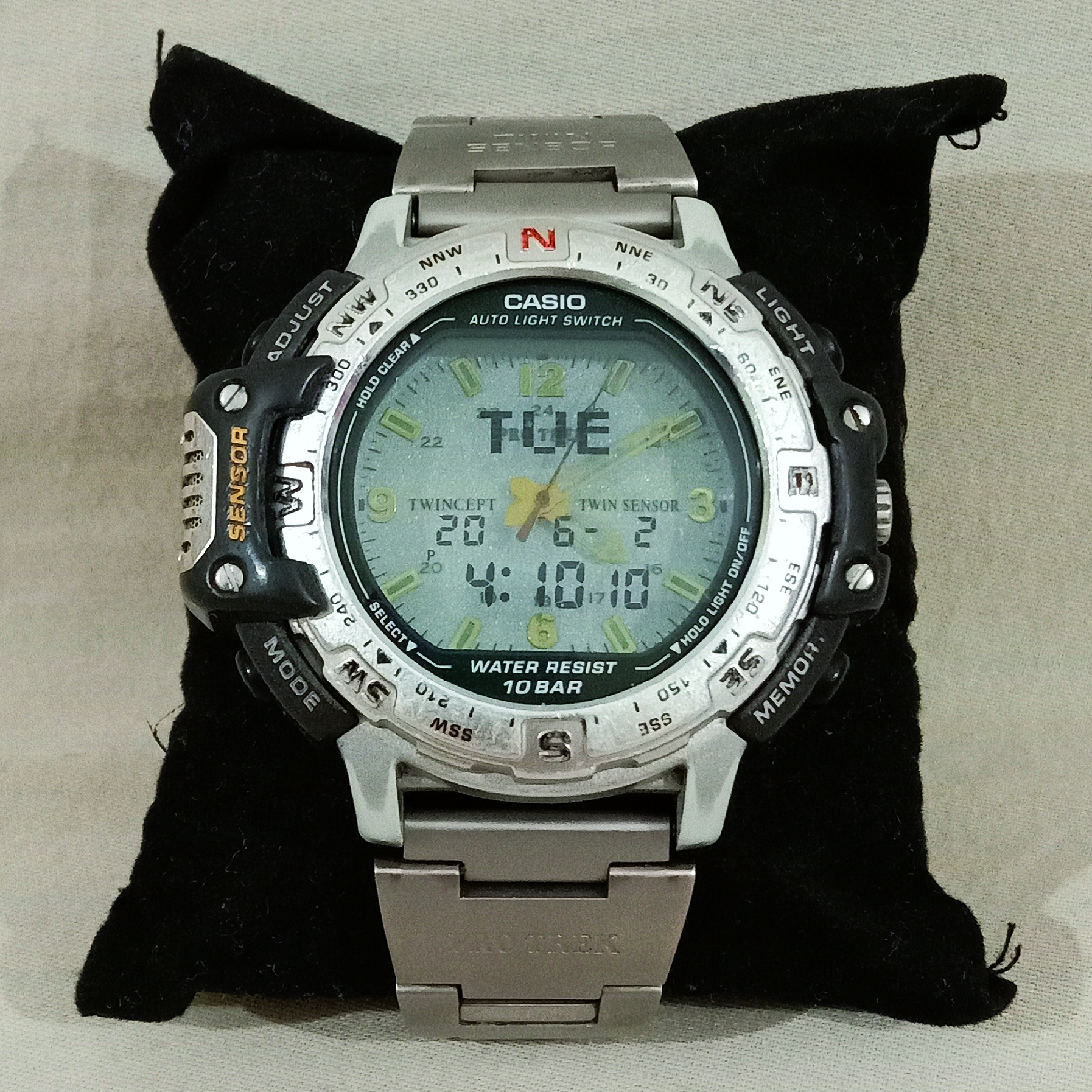
프로트렉 PRT-505 "트윈셉트" 시계
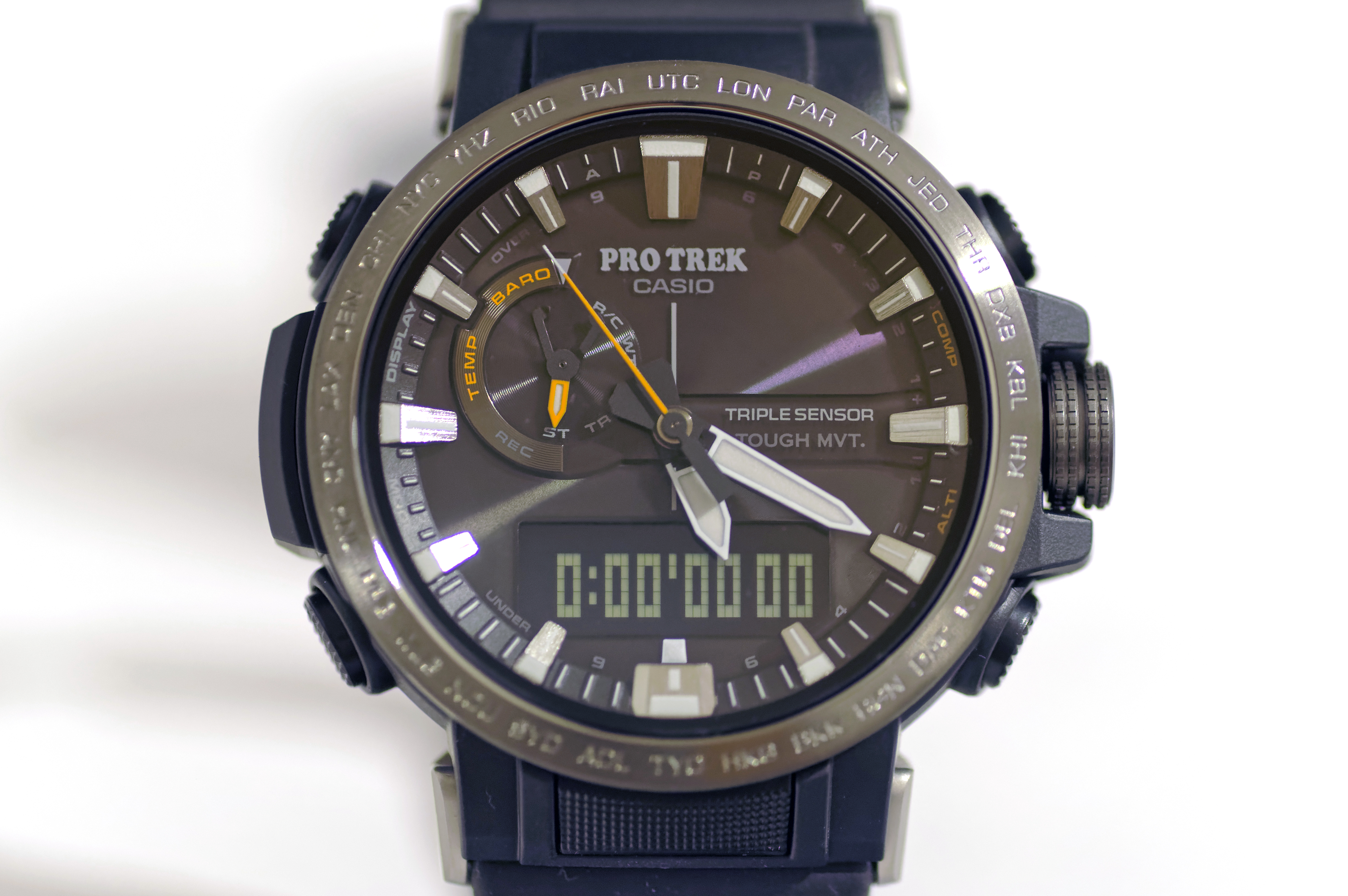
PRW-60Y 프로트렉 트리플 센서 아나로그-디지털 시계 (강력한 무브먼트 기술 적용)
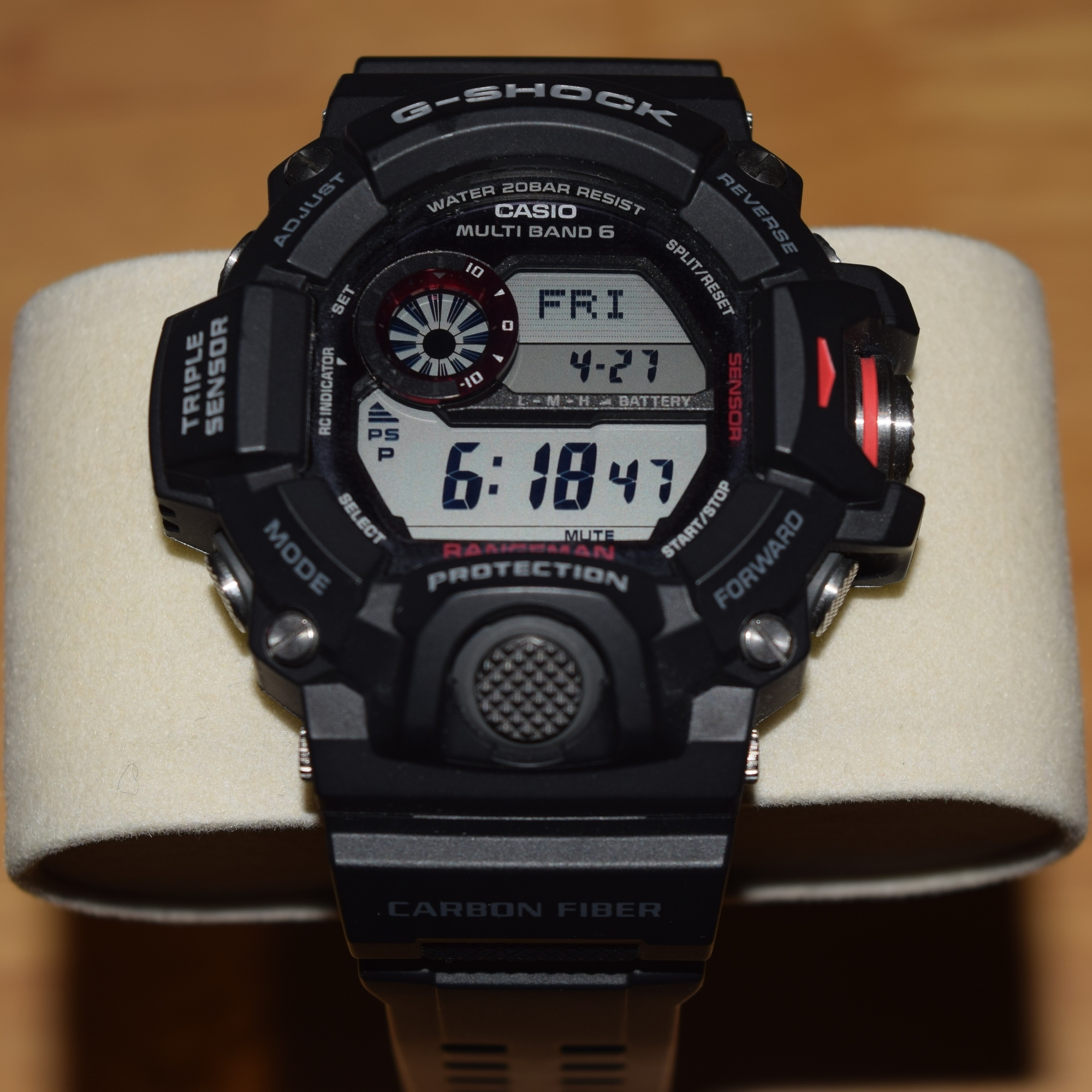
G-SHOCK GW9400 레인지맨 시계 (트리플 센서 및 터프 솔라 기술 적용)
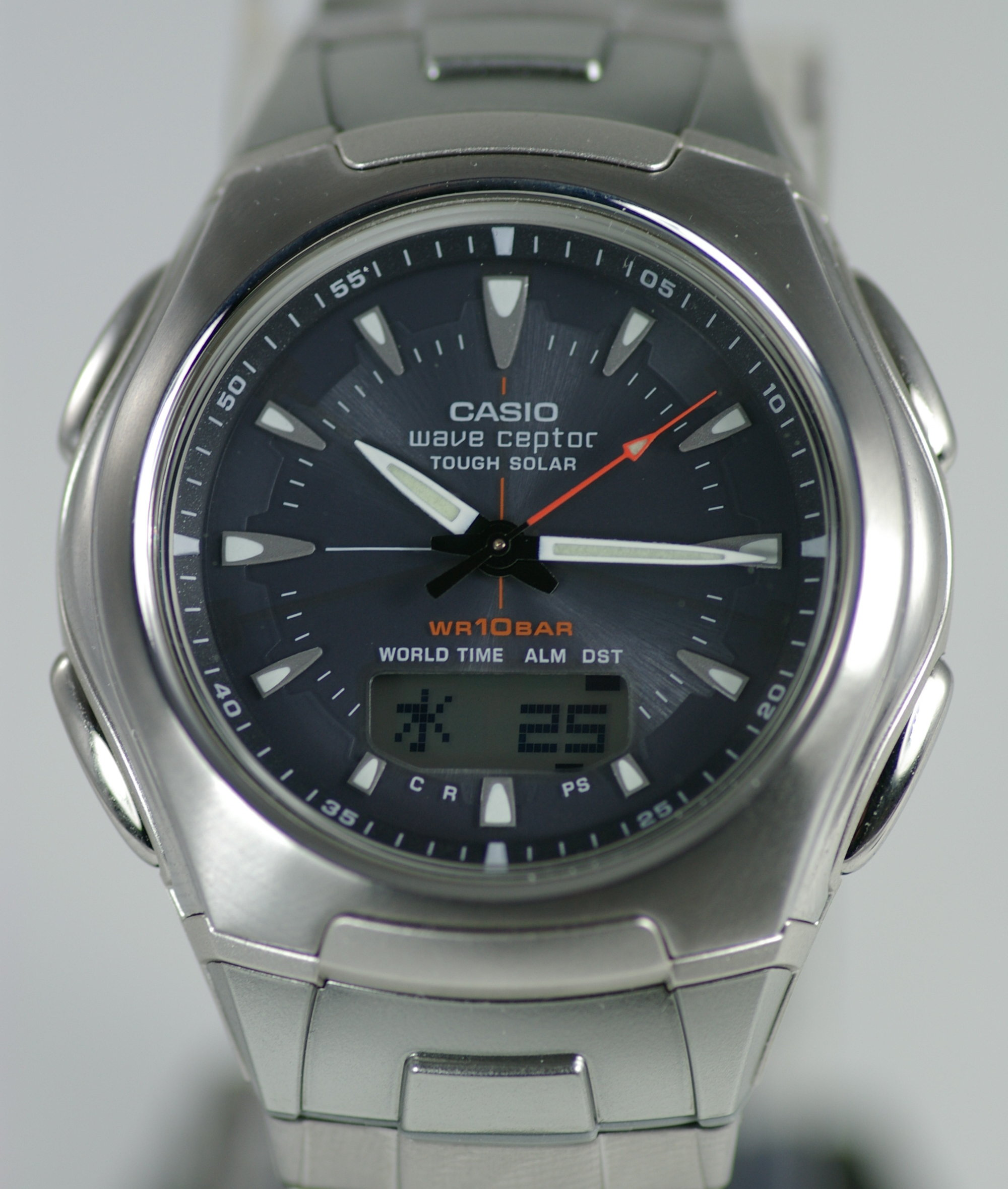
터프 솔라 "웨이브 셉터" 시계
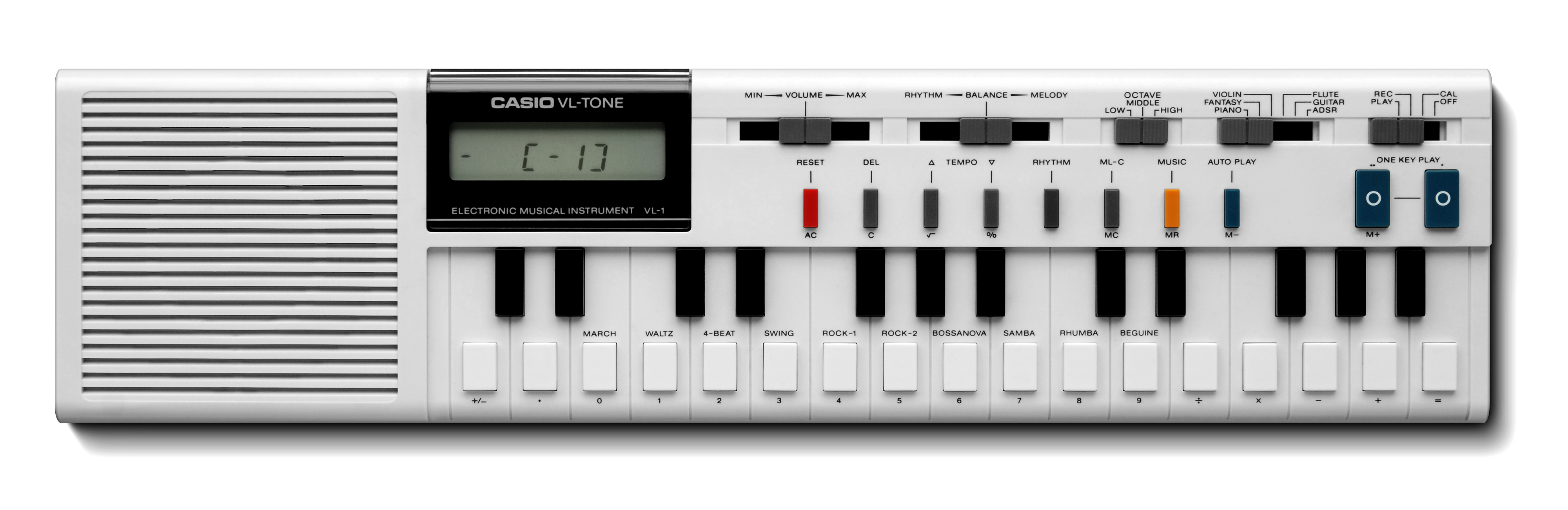
VL-톤 VL-1
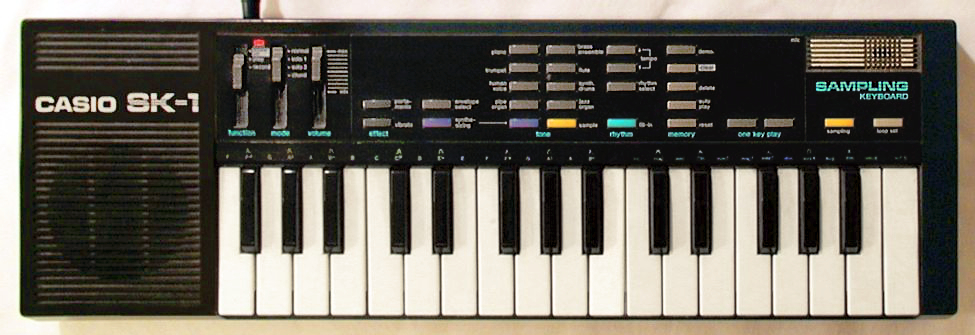
샘플톤 SK-1
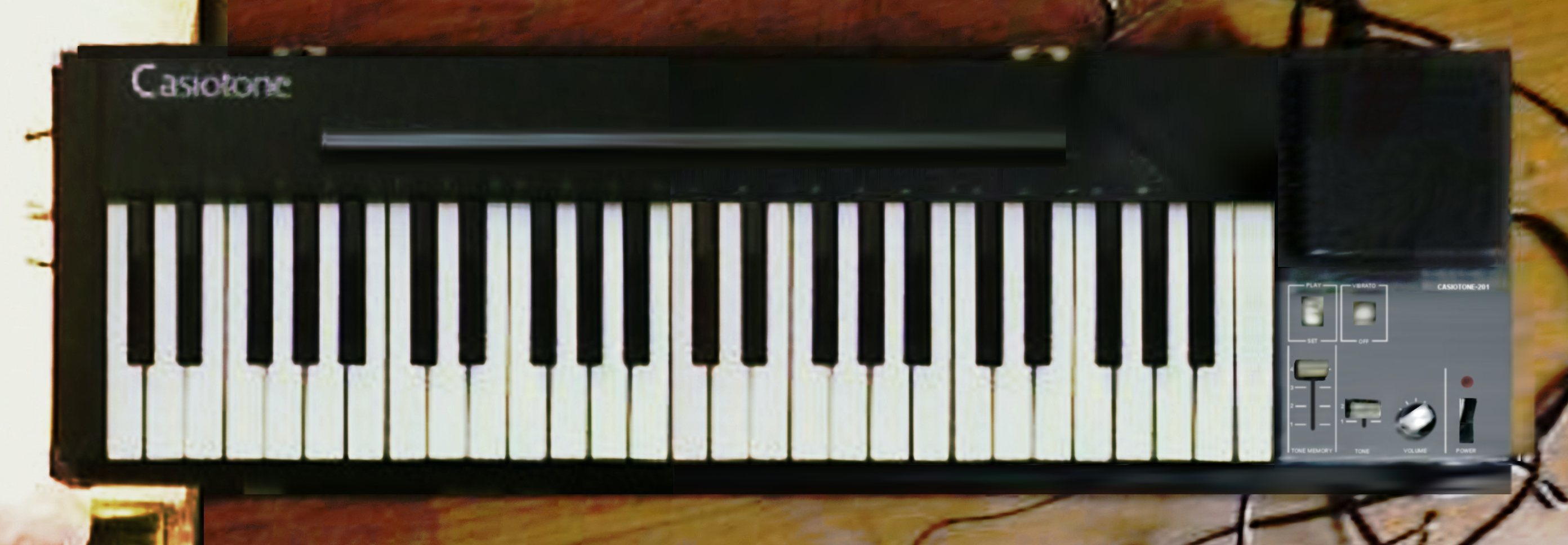
카시오톤 201
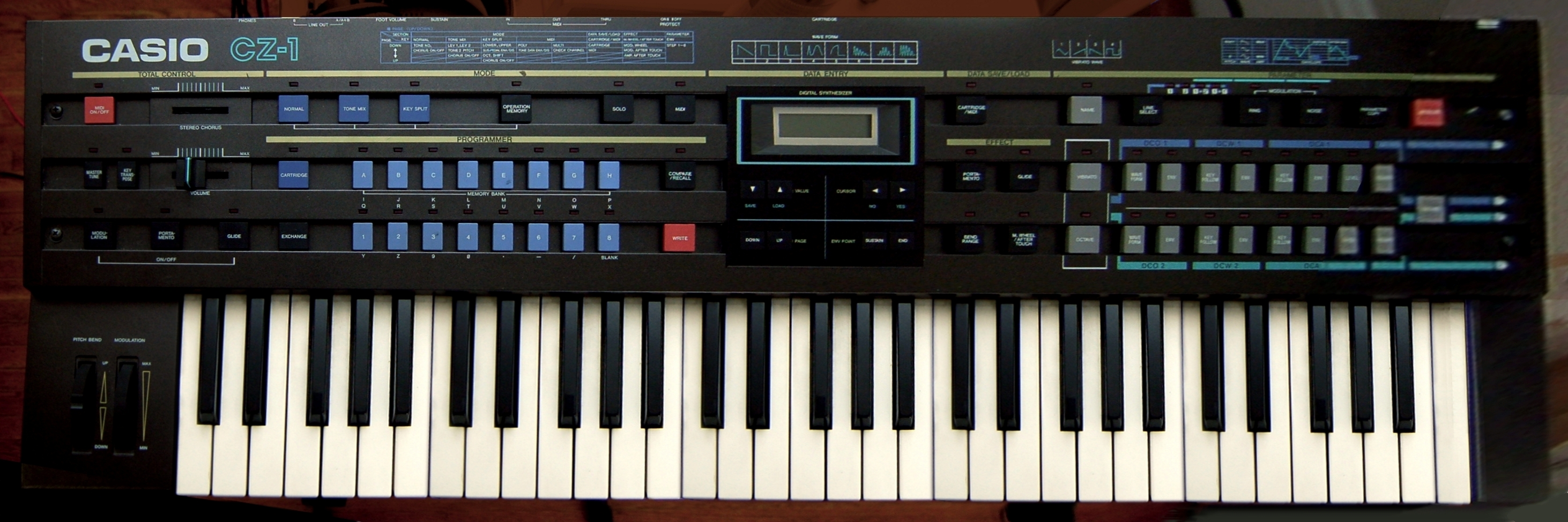
CZ-1 디지털 신시사이저
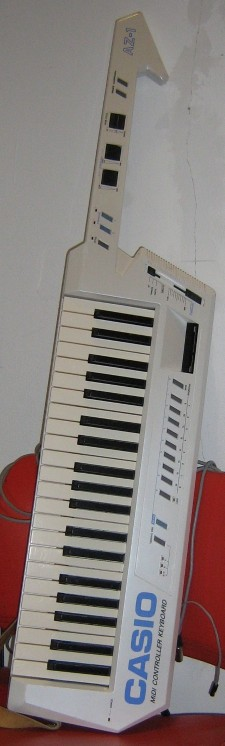
AZ-1 숄더 키보드
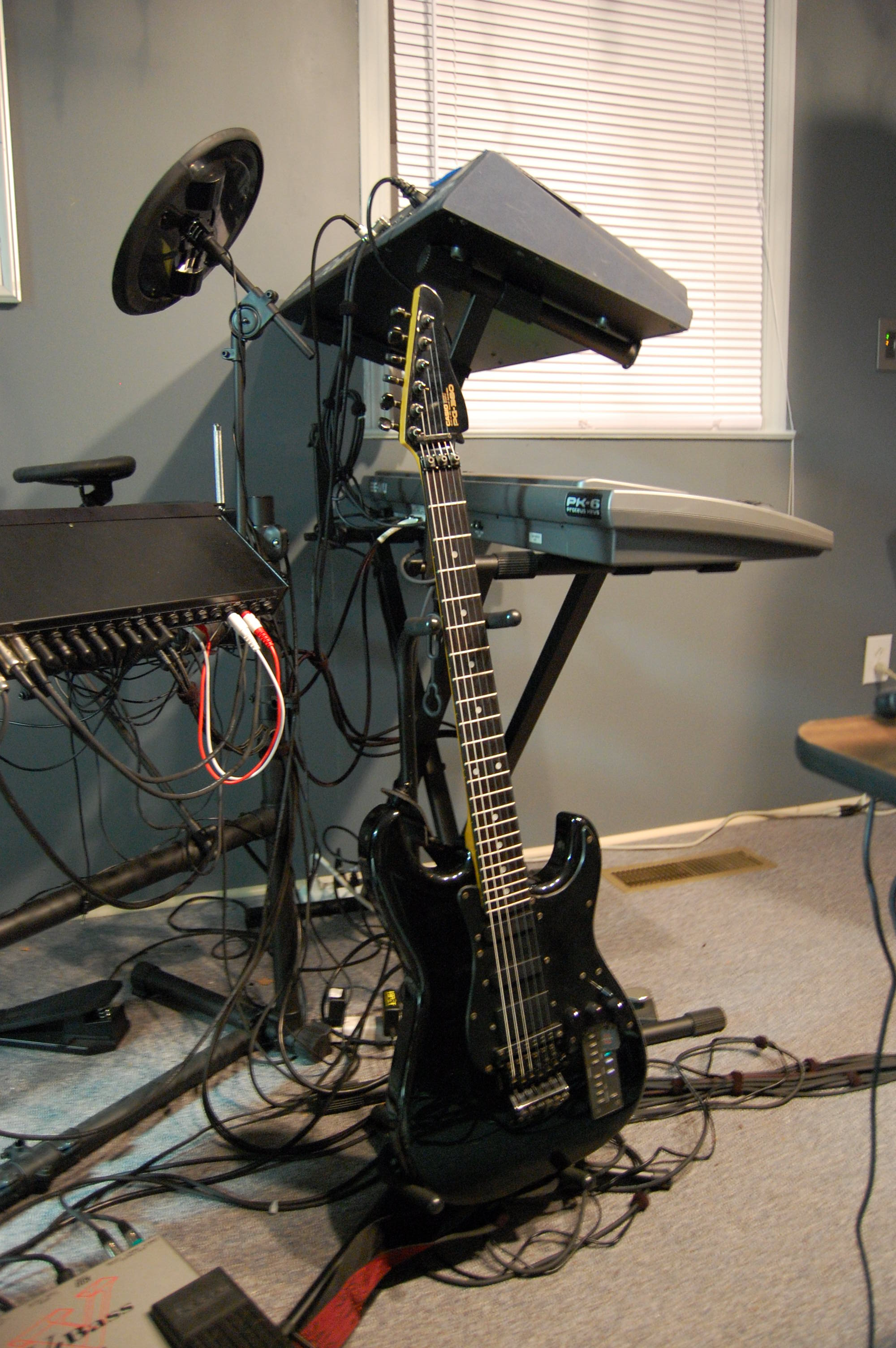
PG-380 MIDI 기타
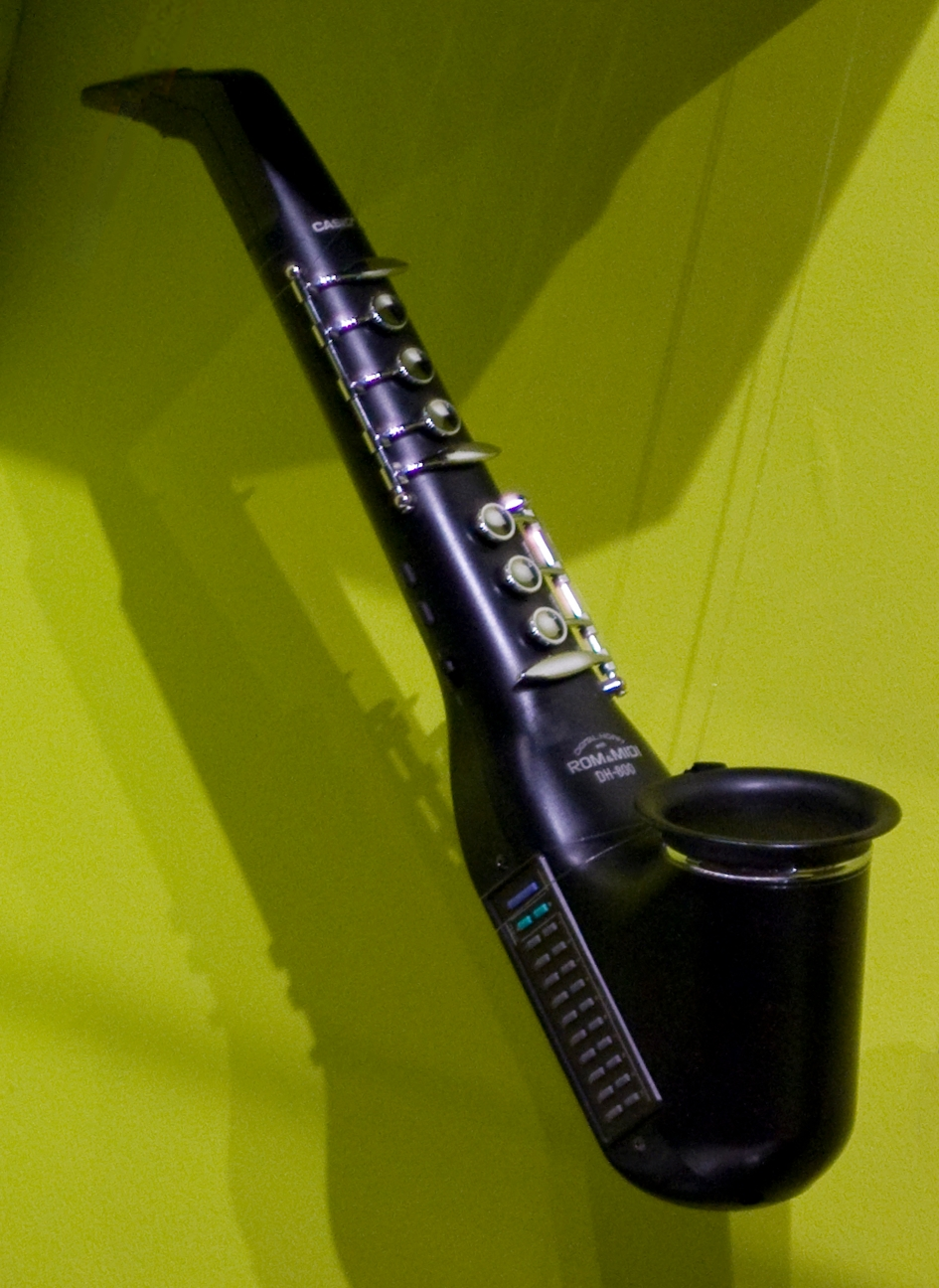
DH-800 디지털 혼
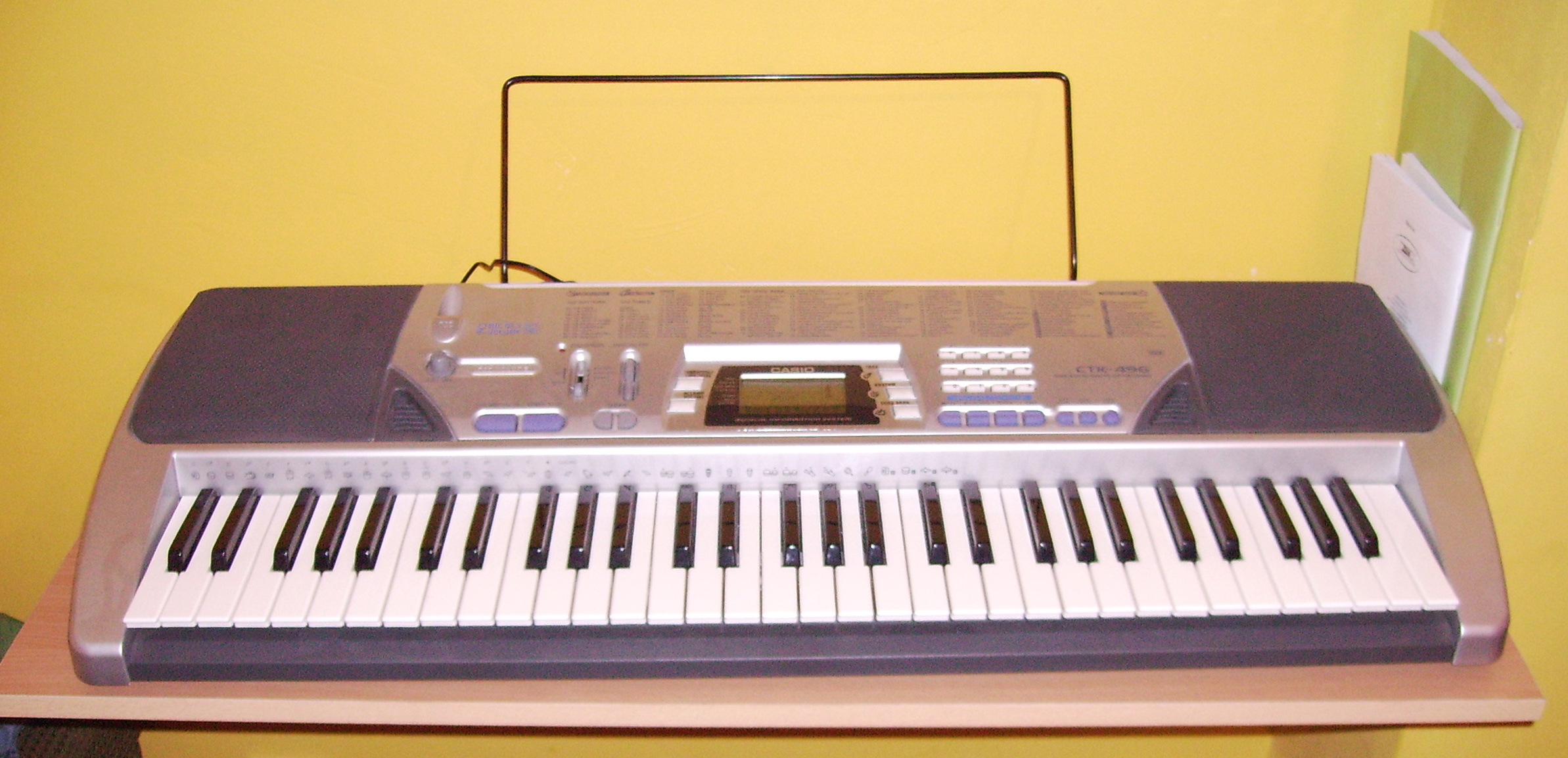
CTK-496 가정용 키보드
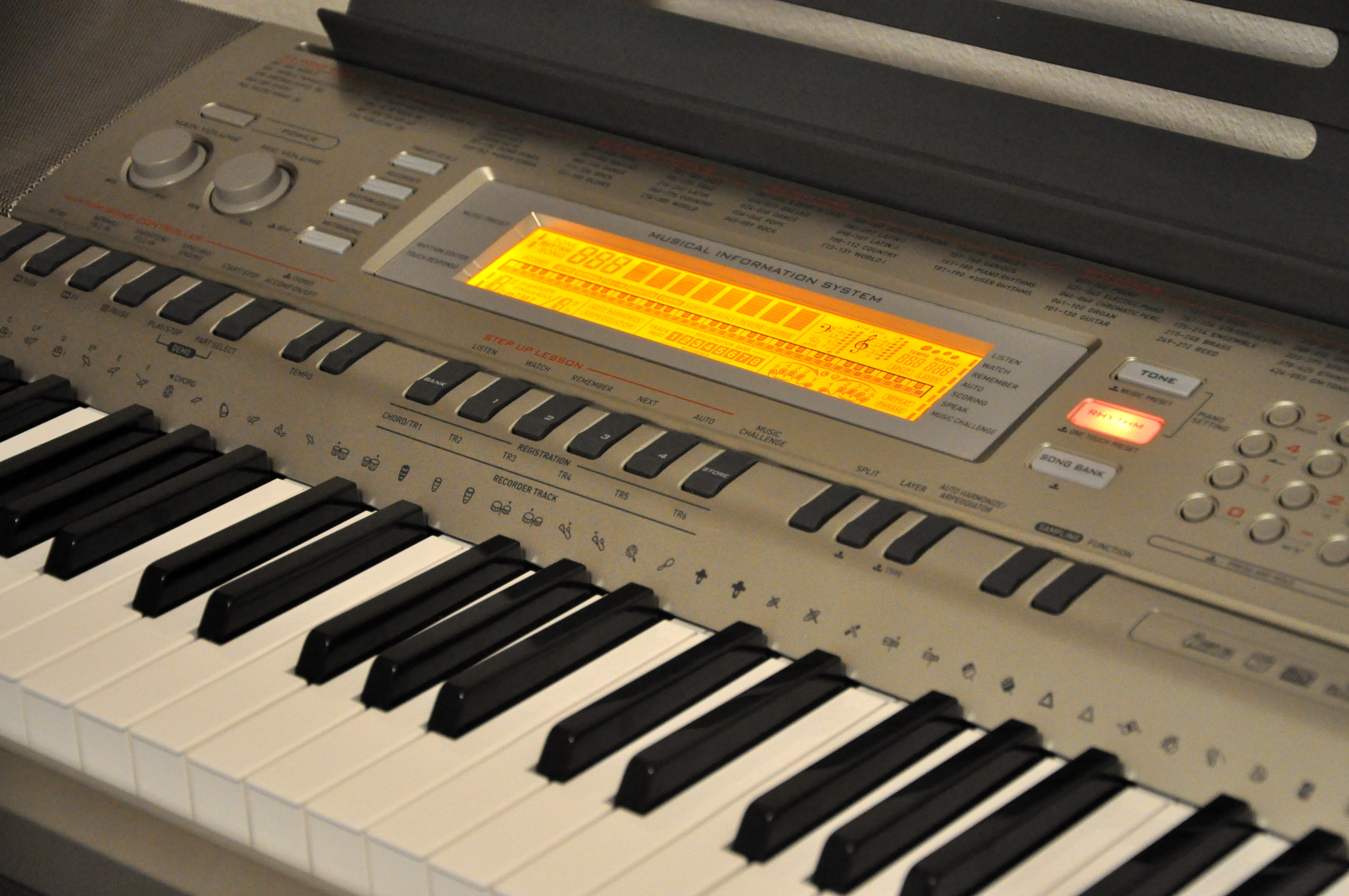
WK-200 워크스테이션 키보드
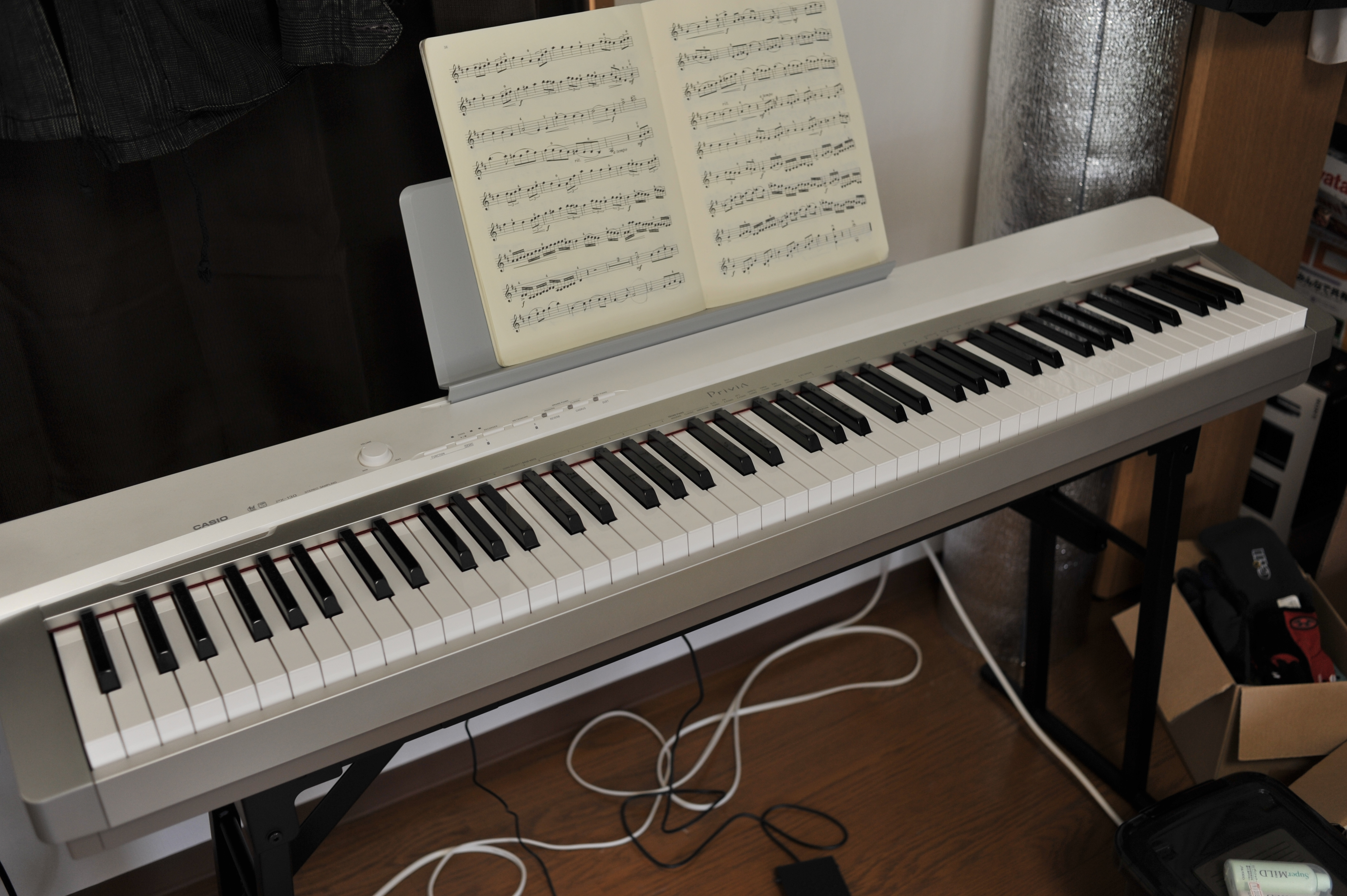
프라비아 PX-130 디지털 피아노
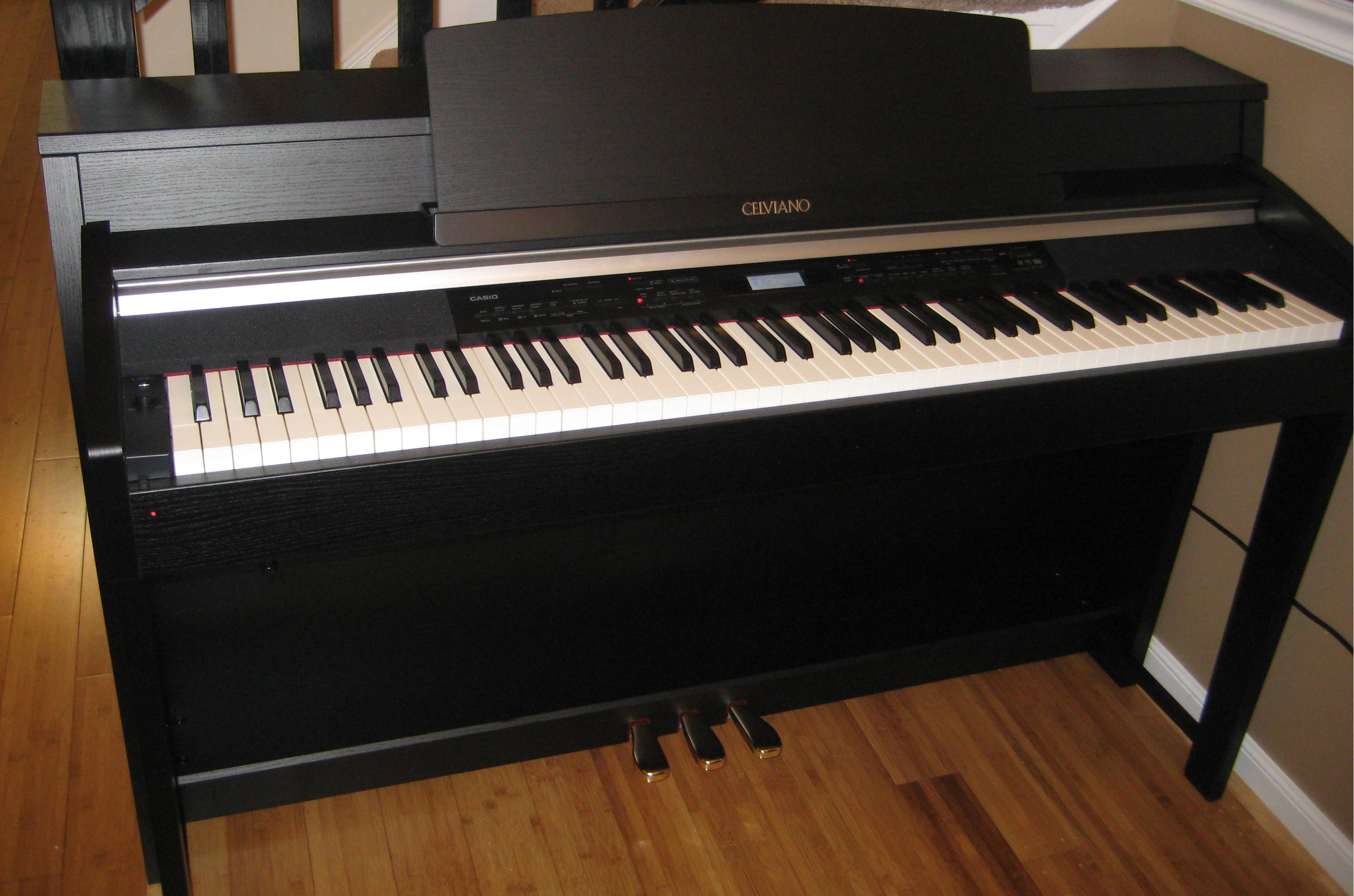
셀비아노 AP-620
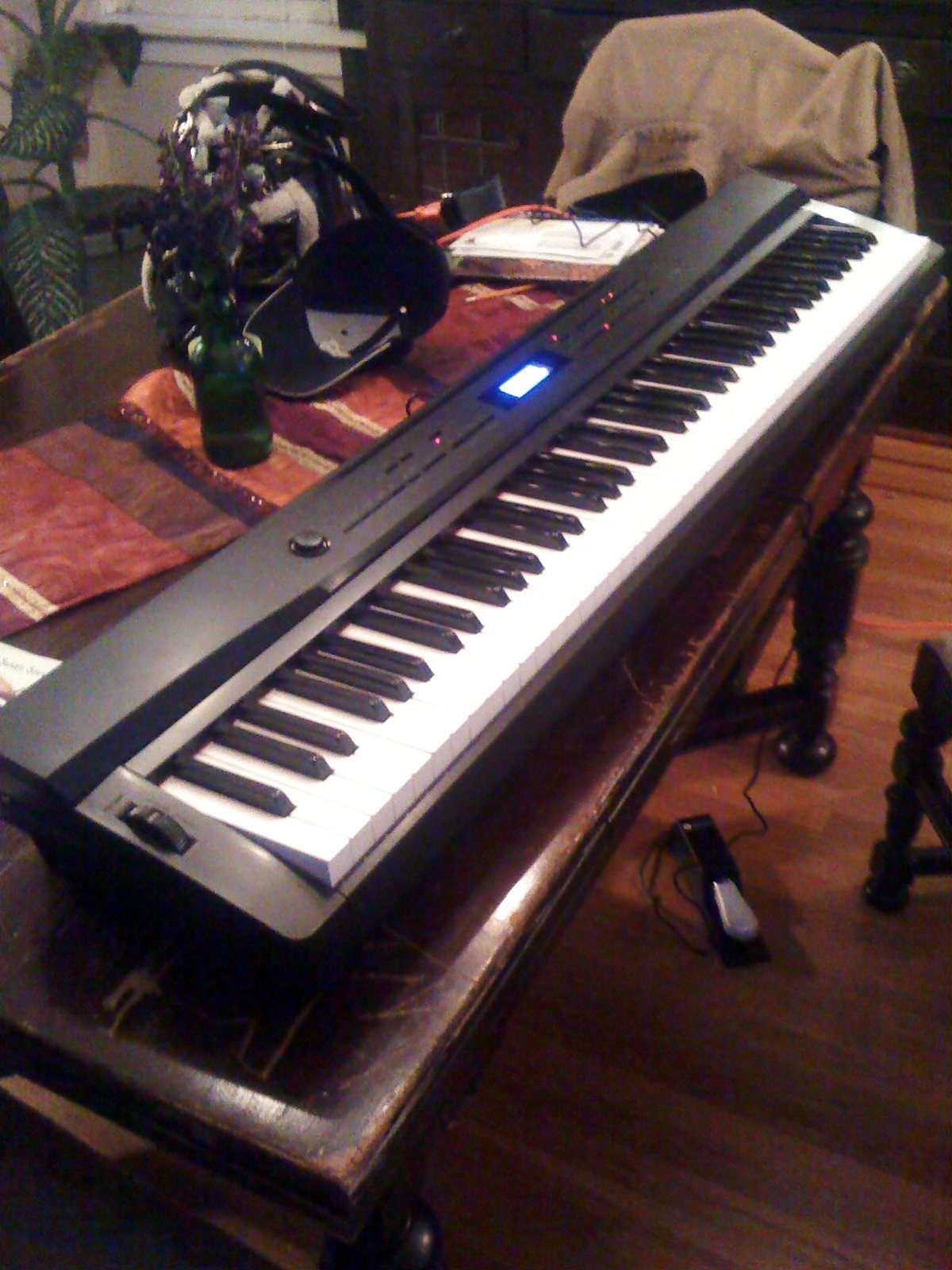
프라비아 PX-330

## 같이 보기
- 세이코홀딩스